# علم الكلام
علم الكلام يعرف أيضًا باسم علم التوحيد، وعلم أصول الدين، وعلم الفقه الأكبر، وعلم الإيمان، وعلم الأسماء والصفات، وعلم أصول السنة، أحد أبرز العلوم الإسلامية الذي يهتم بمبحث العقائد الإسلامية وإثبات صحتها والدفاع عنها بالأدلة العقلية والنقلية. إذ يُعَدُّ – إلى جانب علم أصول الفقه – انعكاسًا لمنهج التفكير الإسلامي، وتجلياً من تجلياته العقلية. فهو – في بعض مسمياته– علم النظر والاستدلال، وقد سمي بذلك لقيامه على القول بوجوب النظر العقلي عند كثير من المتكلمين، واشتغاله بآليات الاستدلال العقلية على المسائل الإيمانية. وهو علم يعنى بمعرفة الله تعالى والإيمان به، ومعرفة ما يجب له وما يستحيل عليه وما يجوز، وسائر ما هو من أركان الإيمان الستة ويلحق بها، وهو أشرف العلوم وأكرمها على الله تعالى، لأن شرف العلم يتبع شرف المعلوم لكن بشرط أن لا يخرج عن مدلول الكتاب، والسنة الصحيحة، وإجماع العدول، وفهم العقول السليمة في حدود القواعد الشرعية، وقواعد اللغة العربية الأصيلة.
ويقوم علم الكلام على بحث ودراسة مسائل العقيدة الإسلامية بإيراد الأدلة وعرض الحجج على إثباتها، ومناقشة الأقوال والآراء المخالفة لها، وإثبات بطلانها، ودحض ونقد الشبهات التي تثار حولها، ودفعها بالحجة والبرهان. فمثلًا إذا أردنا أن نستدل على ثبوت وجود خالق لهذا الكون، وثبوت أنه واحد لا شريك له، نرجع إلى هذا العلم، وعن طريقه نتعرف على الأدلة التي يوردها العلماء في هذا المجال. وذلك أن هذا العلم هو الذي يعرفنا الأدلة والبراهين والحجج العلمية التي باستخدامها نستطيع أن نثبت أصول الدين الإسلامي، ونؤمن بها عن يقين. كما أنه هو الذي يعرفنا كيفية الاستدلال بها وكيفية إقامة البراهين الموصلة إلى نتائج يقينية. وهكذا إذا أردنا أن نعرف وجوب نبوة النبي وصحتها، فإننا نعمد إلى أدلة هذا العلم التي يستدل بها في هذا المجال، وندرسها، ثم نقيم برهانا على ذلك. وأيضا إذا أردنا أن ننفي شبهة التجسيم عن الذات الإلهية، نرجع إلى هذا العلم، وعن طريقه نستطيع معرفة ما يقال من نقد لإبطالها. ولابد في الأدلة التي يستدل بها على إثبات أي أصل من أصول الدين، وأي مسألة من مسائل هذا العلم وقضاياه من أن تكون مفيدة لليقين. فمثلًا لو أقمنا الدليل على ثبوت المعاد (أي البعث بعد الموت) لابد في هذا الدليل من أن يؤدي إلى إثبات المعاد بشكل يدعونا إلى الاعتقاد الجازم والإيمان القاطع بثبوته، أي اليقين بمعاد الناس وببعثهم من القبور وحشرهم يوم القيامة، وعرضهم للحساب، ومن بعد مجازاتهم بالثواب أو العقاب.

## تعريفه

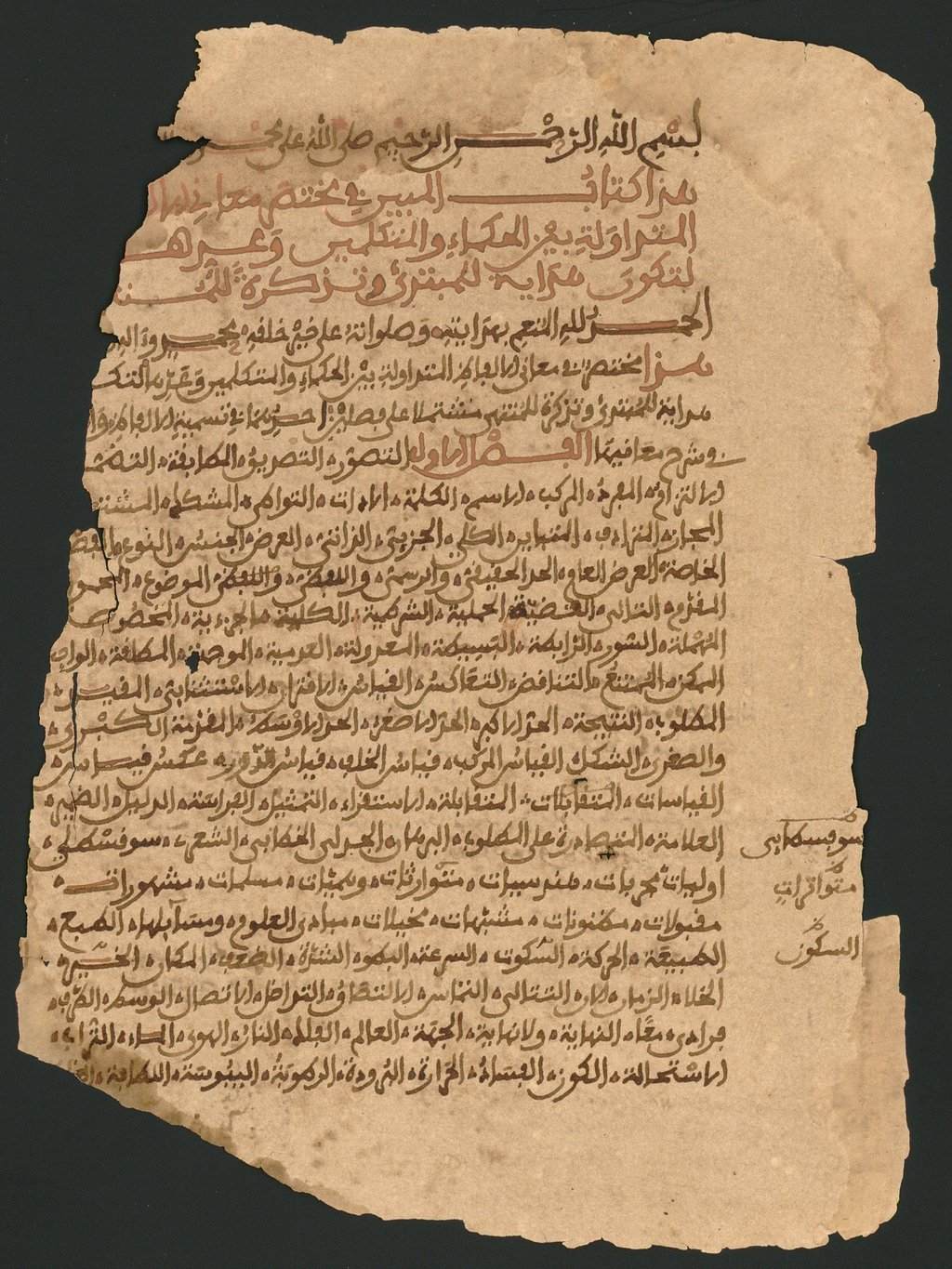
مخطوطة للإمام سيف الدين الآمدي.

هو علم إقامة الأدلة على صحة العقائد الإيمانية، فقد عرف علماء الكلام ذلك العلم بأنه: علم يُقْتَدر به على إثبات العقائد الدينية مُكْتَسَبة من أدلتها اليقينية: القرآن والسنة الصحيحة لإقامة الحجج والبراهين العقلية والنقلية ورد الشبهات عن الإسلام.
وهناك عدة تعريفات لعلم الكلام، تختلف في ظاهرها في المفهوم المأخوذ منها، ولكنها في حقيقتها ترجع إلى حقيقة واحدة، منها تعريف الفارابي بأنه «ملكة يقتدر بها الإنسان على نصرة الآراء والأفعال المحمودة التي صرح بها واضع الملة، وتزييف كل ما خالفها بالأقاويل». ويعرفه عضد الدين الإيجي في المواقف بقوله: "علم يقتدر معه على إثبات العقائد الدينية بإيراد الحجج ودفع الشبه، والمراد بالعقائد ما يقصد به نفس الاعتقاد دون العمل، وبالدينية المنسوبة إلى دين محمد ﷺ، فإن الخصم وإن خطأناه لا نخرجه من علماء الكلام". وإذا كان كل من الفارابي والإيجي قد جعلا علم الكلام يقوم على نصرة العقيدة الإسلامية دون تمييز بين الفرق الإسلامية، فإننا نجد ابن خلدون في مقدّمته يحصر التعريف في نصرة الاعتقادات على مذهب السلف وأهل السنة ويخرج باقي الفرق فيقول في تعريفه لعلم الكلام: «هو علم يتضمن الحجاج عن العقائد الإيمانية بالأدلة العقلية والرد على المبتدعة المنحرفين في الاعتقادات عن مذاهب السلف وأهل السنة، وسر هذه العقائد الإيمانية هو التوحيد». وهو في هذا يوافق ما ذهب إليه الغزالي في المنقذ من الضلال. وهناك تعريفات أخرى للكلام تحدده بموضوعه لتفصل بينه وبين العلوم الأخرى الناظرة في الإلهيات، منها تعريف الشريف الجرجاني له بقوله: «علم يبحث فيه عن ذات الله وصفاته وأحوال الممكنات من المبدأ والمعاد على قانون الإسلام». وقد أُدخل قيد قانون الإسلام لإخراج الفلسفة الإلهية من التعريف، فإنها تبحث عن ذلك معتمدة على القواعد العقلية الفلسفية. ويقول صديق حسن القنوجي في أبجد العلوم: «وقال الأرنيقي: هو علم يقتدر معه على إثبات العقائد الدينية بإيراد الحجج عليها ودفع الشبه عنها وموضوعه عند الأقدمين: ذات الله تعالى وصفاته لأن المقصود الأصلي من علم الكلام معرفته تعالى وصفاته ولما احتاجت مباديه إلى معرفة أحوال المحدثات أدرج المتأخرون تلك المباحث في علم الكلام لئلا يحتاج أعلى العلوم الشرعية إلى العلوم الحكمية فجعلوا موضوعه الموجود من حيث هو موجود وميزوه عن الحكمة بكون البحث فيه على قانون الإسلام وفي الحكمة على مقتضى العقول ولما رأى المتأخرون احتياجه إلى معرفة أحوال الأدلة وأحكام الأقيسة وتحاشوا عن أن يحتاج أعلى العلوم الشرعية إلى علم المنطق جعلوا موضوعه المعلوم من حيث يتعلق به إثبات العقائد الدينية تعلقا قريبا أو بعيدا ثم إن علم الكلام شرطوا فيه أن تؤخذ العقيدة أولا من الكتاب والسنة ثم تثبت بالبراهين العقلية انتهى».
وقال سعد الدين التفتازاني: «الكلام هو العلم بالعقائد الدينية عن الأدلة اليقينية». وقال الكمال بن الهمام في المسايرة: «والكلام معرفة النفس ما عليها من العقائد المنسوبة إلى دين الإسلام عن الأدلة علما وظنا في البعض منها». وهذا التعريف يفترق عن ما سبقه بنصه على أن بعض العقائد تؤخذ عن دليل ظني، ومن هنا فإن علماء الكلام يدرجون في تصانيفهم بعض المسائل التي تنبني أصلا على أدلة ظنية. قال الكمال بن أبي شريف في شرحه عليه: «وهذا التعريف مأخوذ من قول أبي حنيفة رضي الله عنه: الفقه معرفة النفس ما لها وما عليها». ومن ذلك يُفهم أن هذا العلم يفيد تثبيت العقيدة في النفس، وفي إفحام المخالف وإلزامه.
والملاحظ في هذه التعاريف، أن بعضها ناظر إلى المواضيع التي يدور البحث عنها في هذا العلم، وبعضًا آخر ناظر إلى الغاية المرجوّة منه. والجامع بين هذه التعاريف ما ذكر في ضمنه المسائل والغاية والأسلوب، فعُرّف بأنه: «العلم الذي يبحث عن أصول العقائد المذهبية، مستعيناً بالأدلة العقلية والنقلية، خلوصًا من العقائد الكافرة الضالة، والتزاماً بالعقيدة الحقة». ومن هذه التعريفات يمكننا أن نستخلص أن علم الكلام يقوم على إثبات العقيدة الدينية عن طريق الأدلة العقلية، فهو بذلك يقوم بتوضيح أصول العقيدة وشرحها وتدعيمها بالأدلة العقلية وبذلك يستكمل المؤمن نوران: نور العقل ونور القلب، وتزول الشكوك والوساوس التي قد تعتريه. ولعلم الكلام مهمة دفاعية تتمثل في رد دعاوى الخصوم المنكرين للعقيدة الإسلامية، وهؤلاء هم أصحاب الديانات الشرقية القديمة أو أصحاب الديانات السماوية المخالفة للإسلام وهي اليهودية والمسيحية، ويقوم علم الكلام بتقويض أدلة أصحاب تلك الديانات وبيان بطلانها، وذلك عن طريق إيراد الأدلة العقلية التي تبين تفاهتها وسقوطها، وأيضًا الرد على الشبه التي يوردها أصحاب تلك الديانات على العقيدة الإسلامية. فعلم الكلام له دور إيجابي في إثبات صحة العقيدة بالعقل، ودور دفاعي يقوم بالدفاع عن العقيدة ضد الخصوم المنكرين لها، وقد تلازم الدوران عبر مراحل نشأة علم الكلام وتطوره، وليس صحيحا ما يذكر بأن مهمة علم الكلام كانت دفاعية فقط ولم يهتم بتوضيح العقيدة وشرحها.
وقد عرف علم الكلام الكثير من العلماء والفلاسفة المسلمين، وهذه التعريفات وإن تباينت في ألفاظها إلا أنها كلها تكاد تتفق على معنى واحد. فهي مجمعة على أن علم الكلام من شأنه أن يساعد المسلم على نصرة الآراء الدينية الواردة في القرآن والسنة بالعقل. وهذه التعريفات تبين أن علم الكلام علم يستطيع المرء من خلاله أن يثبت العقائد الإيمانية إثباتاً صحيحاً وأن يرد كل الشبهات والانحرافات عن هذه العقائد. كذلك تتفق هذه التعريفات على أن موضوع علم الكلام هو الذات الإلهية: صفاتها وأفعالها وعلاقتها بالكون والإنسان. وقد ذهب بعض الباحثين إلى أن هناك شرطين لابد من توافرهما لكي يكون البحث مندرجاً تحت علم الكلام:
1. الشرط الأول أن يبدأ عقيدته من كتاب الله وسنة رسوله.
2. والشرط الثاني أن يكون هدف الباحث والغاية من دارسته هو الدفاع عن هذا الإيمان بالعقل، أي لابد له من أن يؤكد الشريعة بالعقل.

فبدون هذين الشرطين لن يكون البحث بحثاً كلامياً أو مندرجاً تحت علم الكلام. فعالم الكلام لابد أن يستمد موضوع بحثه ودارسته من النص الديني، من النقل لا من العقل، من الشريعة الدينية لا من الأحكام العقلية. ولابد أن تكون غايته الدفاع عن هذه الشريعة سواء بشرح نصوصها الدينية أو بتفسيرها والتعليق عليها أو بإيراد الحجج العقلية المؤيدة لها.

## تسميته
أطلقت عدة تسميات على ذلك العلم الذي يتناول أصول الدين، فلقد سماه أبو حنيفة بالفقه الأكبر من حيث إنه يتعلق بالأحكام الاعتقادية الأصلية في مقابل علم الفقه الذي يتعلق بالأحكام الفرعية العملية. وفي شرح العقائد النسفية يسميه التفتازاني علم التوحيد والصفات فيذكر أن العلم المتعلق بالأحكام الفرعية أي العملية يسمى علم الشرائع والأحكام، وبالأحكام الأصلية أي الاعتقادية يسمى علم التوحيد والصفات.
وهذه التسمية تقوم على شرف ذلك العلم وعلو منزلته، إذ أنه يتناول الأصول الاعتقادية التي تبنى عليها الفروع وهو بذلك رأس العلوم الإسلامية إذ إليه تنتهي هذه العلوم، وفيه يبين مباديها وموضوعاتها. وقد يسمى بعلم أصول الدين، من حيث إن موضوعه يتناول أصول الدين، وهي الإيمان بالله تعالى ووحدانيته، وصفاته وأفعاله، والإيمان بالوحي وإرسال الله تعالى للرسل والإيمان بالبعث والثواب والعقاب في الآخرة، وتلك أصول الدين. ولقد أطلق المتكلمون الأوائل على مؤلفاتهم الكلامية هذه الأسماء، فمؤلف أبو حنيفة سماه الفقه الأكبر، ومؤلف الماتريدي عنون باسم التوحيد، ومؤلف أبو اليسر البزدوي عنون باسم أصول الدين، وكذلك عبد القاهر البغدادي له كتاب بعنوان أصول الدين.
والمشهور هو تسمية ذلك العلم بعلم الكلام، وذلك لعدة أسباب، منها أن مسألة الكلام الإلهي كانت أشهر مباحثه فسمى الكل باسم أشهر أجزائه، وأيضًا سمي بعلم الكلام لأنه يورث قدرة على الكلام، وأيضا لأن نسبة هذا العلم للعلوم الإسلامية كنسبة المنطق إلى الفلسفة فسمي بالكلام، وذلك حتى تقع المخالفة اللفظية بين الاسمين وأيضا لأنه أول ما يجب من العلوم، والكلام سبب لتعليم العلوم وتعلمها فكان سببا لها في الجملة، وأيضا لأن مباحث هذا العلم مباحث نظرية فهو يبحث في الأمور الاعتقادية التي لا يندرج تحتها الفعل، أما الفقه فهو يبحث في أحكام عملية يندرج تحتها فعل، وعلى هذا فالكلام مقابل الفعل، والمتكلمون قوم يقولون في أمور ليس تحتها عمل، فكلامهم نظري لفظي لا يتعلق به فعل، بخلاف الفقهاء الباحثين في الأحكام الشرعية العملية. وقد يسمى بعلم الكلام بما رواه جلال الدين السيوطي في ذم أهل البدع وهم الذين يتكلمون في أسماء الله وصفاته وكلامه وعمله وقدرته، ولا يسكتون عما سكت عنه الصحابة والتابعون.
ويقول سعد الدين التفتازاني في بيان أسباب تسمية علم الكلام بهذا الاسم: «لأن عنوان مباحثه كان قولهم: الكلام في كذا وكذا؛ ولأن مسألة الكلام كان أشهر مباحثه وأكثرها نزاعًا وجدالًا، حتى إن بعض المتغلبة قتل كثيرًا من أهل الحق؛ لعدم قولهم بخلق القرآن». وذهب الشهرستاني في الملل والنحل إلى أن سبب تسميته بهذا الاسم: «إما لأن أظهر مسألة تكلموا فيها وتقاتلوا عليها هي مسألة الكلام، فسمي النوع باسمها، وإما لمقابلتهم الفلاسفة في تسميتهم فنا من فنون علمهم بالمنطق، والمنطق والكلام مترادفان». ويعلل عضد الدين الإيجي تسمية علم الكلام بأسباب مماثلة بقوله: «إنما سمي كلاما إما لأنه بإزاء المنطق للفلاسفة، أو لأن أبوابه عنونت أولا بالكلام في كذا، أو لأن مسألة الكلام أشهر أجزائه حتى كثر فيه التناحر والسفك فغلب عليه، أو لأنه يورث القدرة على الكلام في الشرعيات ومع الخصم». والأرجح أن علة تسميته بالكلام وعلم الكلام، راجعة لاشتهاره بالخوض في موضوع كلام الله تحديدا.
ويبدو من هذه التسميات أنها اشتقت من أهم مباحث هذا العلم التي يبحثها فسمي تارة بأصول الدين من حيث تناوله لأصول الدين بالبحث، وتارة سمي بالتوحيد من حيث إن الأصل الأول الذي يقوم عليه الدين هو وجود الله تعالى ووحدانيته، وتارة يسمى علم الكلام وذلك من أشهر مسميات هذا العلم وهو كلام الله تعالى، وإما أنها ترجع إلى فائدة ذلك العلم، إذ إنها تعطي لصاحبها القدرة على الكلام في أصل الدين، وإما لمنهجه العقلي واستخدامه للعقل بجانب النص، وإما لطبيعته النظرية من حيث اتصاله بالنظر المجرد الذي لا يتصل بالعمل. وبالرغم من تعدد إطلاق الأسماء على ذلك العلم، إلا أن المشهور في تسميته هو علم الكلام.

## موضوعه
موضوعات علم الكلام تتعلق بالأصول الدينية كالبحث في ذات الله وصفاته وأفعاله. وفي أحكام الشريعة من بعثة الرسل ونصب الأئمة والتكليف والثواب والعقاب. يتناولها بحسب ما وردت في الشريعة أمرًا مقررًا لا مدخل فيه للشك، محاولًا أن يؤيدها بالأدلة العقلية حتى يكون الإيمان بها أشد وثوقًا وأكثر توكيدًا لاجتماع النقل والعقل معاً، فضلاً عن أن الدليل العقلي هو السبيل إلى إثبات هذه الأصول على المخالفين من أصحاب الديانات المخالفة. وموضوع علم الكلام هو النظر أي الاستدلال بخلق الله تعالى لإثبات وجوده وصفاته الكمالية وبالنصوص الشرعية المستخرج منها البراهين. وهو على قانون الإسلام لا على أصول الفلاسفة، لأن الفلاسفة لهم كلام في ذلك يعرف عندهم بالإلهيات؛ وعلماء التوحيد لا يتكلمون في حق الله وفي حق الملائكة وغير ذلك اعتماداً على مجرد النظر بالعقل، بل يتكلمون في ذلك من باب الاستشهاد بالعقل على صحة ما جاء عن الرسول؛ فالعقل عند علماء التوحيد شاهد للشرع ليس أصلاً للدين، وأما الفلاسفة فجعلوه أصلًا من غير التفات إلى ما جاء عن الأنبياء، فلا يتقيدون بالجمع بين النظر العقلي وبين ما جاء عن الأنبياء، على أن النظر العقلي السليم لا يخرج عمّا جاء به الشرع ولا يتناقض معه. قال أبو حامد الغزالي في إحياء علوم الدين ما نصه: «وأما الكلام فمقصوده حماية المعتقدات التي نقلها أهل السنة من السلف الصالح لا غير». قال وقال الحافظ ابن عساكر: «....يا خليل الله ما تقول في علم الكلام، فقال: يدفع به الشبه والأباطيل».
وموضوع علم الكلام هو كما يحدده الإيجي في كتابه المواقف: «المعلوم من حيث يتعلق به إثبات العقائد الدينية تعلقا قريبا أو بعيدا». يقول الشريف الجرجاني في شرحه: «وذلك لأن مسائل هذا العلم أما عقائد دينية كإثبات القِدَم والوحدة للصانع، وإثبات الحدوث وصحة الإعادة للأجسام، واما قضايا تتوقف عليها تلك العقائد كتركيب الأجسام من الجواهر الفردة، وجواز الخلاء وكانتفاء الحال، وعدم تمايز المعدومات المحتاج إليهما في اعتقاد كون صفاته تعالى متعددة وموجودة في ذاته...». والدين يقوم على جملة من الأحكام، بعضها يتعلق بالأمور الاعتقادية، وبعضها يتعلق بالأمور العملية من عبادات ومعاملات، ولقد وضح ابن خلدون الأمور الاعتقادية بأنها الأمور التي كلفنا بتصديقها بقلوبنا واعتقادها في أنفسنا مع الإقرار بألسنتنا، وهي التي تقررت بقول النبي ﷺ حين سئل عن الإيمان فقال: «أن تؤمن بالله وملائكته وكتبه ورسله واليوم الآخر وتؤمن بالقدر خيره وشره». وهذه هي العقائد الإيمانية المقررة في علم الكلام.
وهذه الأمور الاعتقادية لا تتعلق بالعمل، فيذكر جلال الدين الدواني في شرحه على العقائد العضدية طبيعة تلك الأمور الاعتقادية مفرقا بينها وبين طبيعة الأمور العملية فيقول: «ما يتعلق الفرض بنفس اعتقاده من غير تعلق بكيفية العمل لكونه تعالى حياً قادراً إلى غير ذلك من مباحث الذات أو الصفات وتسمى تلك الأحكام المتعلقة بكيفية العمل كوجوب الصلاة والزكاة والحج والصوم وتسمى شرائع وفروعاً وأحكاماً ظاهرة». فالدين بذلك يقوم على أصول وفروع، وعلم الكلام يتناول أصول الدين في مقابل الفقه الذي يتناول الأحكام العملية، ومبحث علم الكلام هو ذات الله تعالى وصفاته وأفعاله، وبعث الرسل وأحكام الآخرة. ولقد ذكر القاضي الأرموي موضوعات أخرى تتعلق بالبحث في صفات الله تعالى وأفعاله كحدوث العالم، فيقول: موضوع علم الكلام هو ذات الله تعالى إذ يبحث فيه عن عوارضه الذاتية التي هي صفاته الثبوتية والسلبية وعن أفعاله إما في الدنيا كحدوث العالم، وإما في الآخرة كالحشر وعن أحكامه فيهما كبعث الرسل ونصب الإمام في الدنيا من حيث إنهما واجبان عليه تعالى أم لا، والثواب والعقاب في الآخرة من حيث إنهما يجبان عليه أم لا.
ويقول شمس الدين السمرقندي في الصحائف الإلهية: «لما كان علم الكلام نفسه يبحث عن ذات الله تعالى وصفاته وأسمائه، وعن أحوال الممكنات والأنبياء والأولياء والأئمة والمطيعين والعاصين، وغيرهم في الدنيا والأخرى، ويمتاز عن العلم الإلهي المشارك له في هذه الأبحاث بكونه على طريقة هذه الشريعة، فحده: إنه علم يبحث فيه عن ذات الله تعالى وصفاته، وأحوال الممكنات في المبدأ والمعاد على قانون الإسلام».
وعلم الكلام يبحث في العالم من حيث دلالته على الله، فيذكر الخوارزمي في بيان أصول الدين التي يتكلم فيها المتكلمون، وأولها القول في حدوث الأجسام والرد على الدهرية الذين يقولون بقدم الدهر، والدلالة على أن للعالم محدثاً (أي خالقاً) وهو الله تعالى والرد على المعطلة. ويلاحظ أن مبحث الإمامة التي ذكرها التهانوي وغيره على أنه من المباحث الكلامية، لا يلق اتفاقاً من جميع المتكلمين في ضمه إلى مباحث علم الكلام، فعلى سبيل المثال الكمال بن الهمام في «المسايرة» يرى أن مبحث الإمامة ليس من موضوعات علم الكلام بل هي من المتممات. ويرى سيف الدين الآمدي أيضا أن مبحث الإمامة ليس من أصول الدين بل من فروعه.

## أهميته
علم التوحيد أو علم الكلام هو علم يفيد معرفة الله على ما يليق به ومعرفة رسوله على ما يليق به، وتنزيه الله عما لا يجوز عليه، وتبرئة الأنبياء عما لا يليق بهم، أو يقال: هو العلم الذي يعرف به ما يجوز على الله وما يليق به ومالا يجوز عليه وما يجب له من أن يُعرف في حقه سبحانه وتعالى. قال إمام الصوفية الجنيد البغدادي: "التوحيد إفراد القديم من المُحدث". وقال الشيخ أبو علي الروذباري تلميذ الجنيد: "التوحيد استقامة القلب بإثبات مفارقة التعطيل وإنكار التشبيه، والتوحيد في كلمة واحدة كل ما صورته الأوهام والأفكار فالله سبحانه بخلافه لقوله تعالى: (ليس كمثله شيء وهو السميع البصير). وقال الحافظ ابن حجر العسقلاني في شرحه على صحيح البخاري: "أهل السنة فسروا التوحيد بنفي التشبيه والتعطيل".
وشرف هذا العلم على غيره من العلوم لكونه متعلقاً بأشرف المعلومات التي هي أصول الدين أي معرفة الله ورسوله. والعلم بالله تعالى وصفاته أجل العلوم وأعلاها، ويسمى علم الأصول، وعلم التوحيد، وعلم العقيدة، وقد خص النبي نفسه بالترقي في هذا العلم فقال: «أنا أعلمكم بالله وأخشاكم له» فكان هذا العلم أهم العلوم تحصيلاً وأحقها تبجيلاً وتعظيماً، قال تعالى: «فاعلم أنه لا إله إلا الله واستغفر لذنبك». قدّم الأمر بمعرفة التوحيد على الأمر بالاستغفار لتعلّق التوحيد بعلم الأصول، وتعلق الاستغفار لعلم الفروع. وروى البخاري في صحيحه عن أبي هريرة أن الرسول سُئل: أي العمل أفضل؟ قال: إيمان بالله ورسوله«. وصح عن جندب بن عبد الله أنه قال: كنا مع النبي صلى الله عليه وسلم ونحن فتيان حَزاوِرَة (جمع حَزَوّر وهو الغلام إذا اشتد وقوي)، فتعلمنا الإيمان قبل أن نتعلم القرآن ثم تعلمنا القرآن فازددنا به إيماناً» رواه ابن ماجه. فهذا يدل على أهمية علم التوحيد الذي كان لعلماء السلف اهتمام بالغ في تحصيله وتعليمه للناس، قال الإمام أبو حنيفة في الفقه الأبسط: «الفقه في الدين أفضل من الفقه في الأحكام، والفقه معرفة النفس ما لها وما عليها». وقال أيضاً: «أصل التوحيد وما يصح الاعتقاد عليه وما يتعلق منها بالاعتقاديات هو الفقه الأكبر».
وفي فتاوى قاضيخان على مذهب أبي حنيفة عنه ما يدل على أهمية الاعتناء بعلم التوحيد وتعليمه للناس، فقد ورد فيه ما نصه: «تعليم صفة الخالق مولانا جل جلاله للناس وبيان خصائص مذهب أهل السنة والجماعة من أهم الأمور، وعلى الذين تصدّوا للوعظ أن يلقنوا الناس في مجالسهم على منابرهم ذلك، قال الله تعالى: (وذكر فإن الذكرى تنفع المؤمنين) وعلى الذين يؤمّون في المساجد أن يعلّموا جماعتهم شرائط الصلاة وشرائع الإسلام وخصائص مذاهب الحق، وإذا علموا في جماعتهم مبتدعاً أرشدوه وإن كان داعياً إلى بدعته منعوه وإن لم يقدروا رفعوا الأمر إلى الحكام حتى يجلوه عن البلدة إن لم يمتنع، وعلى العالم إذا علم من قاض أو من آخر يدعو الناس إلى خلاف السنة أو ظن منه ذلك أن يعلم الناس بأنه لا يجوز اتباعه ولا الأخذ عنه فعسى يخلط في أثناء الحق باطلاً يعتقده العوام حقاً ويعسر إزالته!».
وقال ابن عساكر: «أخبرنا الشيخ الإمام أبو نصر عبد الرحيم ابن عبد الكريم بن هوازن إجازة قال: سئل أبي الأستاذ أبو القاسم القشيري رحمه الله فقيل له: أرباب التوحيد هل يتفاوتون فيه؟ فقال: إن فرقت بين مصل ومصل، وعلمت أن هذا يصلي قلبه مشحون بالغفلات، وذاك يصلي وقلبه حاضر، ففرق بين عالم وعالم، هذا لو طرأت عليه مشكلة لم يمكنه الخروج منها، وهذا يقاوم كل عدو للإسلام، ويحل كل معضلة تعز في مقام الخصام، وهذا هو الجهاد الأكبر، فإن الجهاد في الظاهر مع أقوام معينين، وهذا جهاد مع جميع أعداء الدين، وهو آيات بينات في صدور الذين أوتوا العلم، وللخراج في البلد قانون معروف، إذا أشكل خراج بقعة، رجع الناس إلى ذلك القانون، وقانون العلم بالله قلوب العارفين به، فرواة الأخبار خزان الشرع، والقراء من الخواص، والفقهاء حفظة الشرع، وعلماء الأصول هم الذين يعرفون ما يجب ويستحيل ويجوز في حق الصانع، وهم الأقلون اليوم...». فظهر من ذلك أن صرف الهمة لتحصيل هذا العلم وتعليمه للناس مقدم على غيره من العلوم، لأن العبادة لا تصح إلا بعد معرفة المعبود كما قال الغزالي.

## فائدته
وتتلخص فائدة علم الكلام في التالي:
1. معرفة أصول الدين معرفة علمية قائمة على أساس من الدليل والبرهان.
2. القدرة على إثبات قواعد العقائد بالدليل والحجة.
3. القدرة على إبطال الشبهات التي تثار حول قواعد العقائد.
4. حفظ قواعد الدين، أي عقائده من أن تزلزلها شبه المبطلين.
5. تبنى عليه العلوم الشرعية كلها، إذ هو أساسها، وإليه يؤول أخذها واقتباسها، وإنه بدون معرفة الخالق بصفات الجلال والجمال، وأنه أرسل الرسل وأنزل الكتب لم يتصور وجود علم التفسير وعلم الحديث ولا علم الفقه ولا أصوله، ومن ثم تظهر فائدة علم التوحيد وأنه مرجع جميع العلوم الإسلامية. وتأتي الحاجة إلى دراسة هذا العلم وأمثاله مما يوصل إلى معرفة أصول الدين من وجوب معرفة أصول الدين على كل إنسان توافرت فيه شروط التكليف الشرعي والإلزام الديني. ووجوب النظر في قواعد العقائد ومعرفتها وجوب عقلي، أوجبته الفطرة السليمة الملزمة بالتمسك بالدين والالتزام بأحكامه وتعليماته.[43]

## منهجه وطريقته
السمات والأسس العامة للمنهج عند المتكلمين تتمثل في النقاط التالية:

### العقل والنقل ووجوب النظر
يقوم منهج المتكلمين على دعامتين أساسيتين هما العقل والنقل، فلقد ذهبوا إلى عدم تعارضهما، وأدخلوا عنصر العقل في المعرفة الدينية وبذلك لا تقتصر على النقل وحده، ودافعوا عن النظر كأحد مصادر المعرفة وأهمها، ضد المنكرين له ومن السمنية المقتصرين على الحس، والسوفسطائية المشككين في المعرفة العقلية، والحشوية المنكرين لاستخدام العقل في الدين والواقفين عن ظواهر النصوص. ولم يكتف المتكلمون بذلك بل قرروا وجوب النظر، وإن اختلفوا في مصدر وجوبه هل الشرع أم العقل، يقول الجويني: «النظر الموصل إلى المعارف واجب ومدرك وجوبه بالشرع، وجملة أحكام التكليف متلقاة من الأدلة السمعية والقضايا الشرعية»، والمعتزلة تقول: «إن العقل يتوصل إلى درك الواجبات ومن جملتها النظر فيعلم وجوبه عندهم عقلاً». ويستدل الجويني على وجوب النظر من جهة الشرع بإجماع الأمة على وجوب معرفة الله تعالى واستبان بالعقل أنه لا يتأتى الوصول إلى اكتساب المعارف إلا بالنظر، وما لا يتوصل إلى الواجب إلا به فهو واجب.
ولما كان النظر واجباً وأنه لا تعارض بينه وبين النقل فإننا نجد المتكلمين قد أقاموا أدلتهم على أساس العقل والنقل، وأصبح إقامة الدليل ركناً أساسياً من منهجهم. ويرى المتكلمون أن الحق لا ينال إلا بالدليل وإقامة الحجة، فعن طريقهم يعرف الحق ويتوصل إليه. والدليل هو ما يراد به إثبات أمر أو نقضه وقد يستعمل بمعنى الحجة.
ولقد قسم عضد الدين الإيجي الدليل إلى ثلاثة أقسام:
1. دليل عقلي محض لا يتوقف على السمع ومقدماته عقلية محضة، كالقول: العالم متغير، وكل متغير حادث.
2. دليل نقلي محض، وهو لا يثبت إلا بالعقل، وهو أن ننظر في المعجزة الدالة على صدقه ولو أريد إثباته بالنقل دار وتسلسل، ومقدماته نقلية وهو كقولنا: تارك المأمور به عاص لقوله تعالى: (أفعصيت أمري) وكل عاصي يستحق العقاب لقوله: (ومن يعص الله ورسوله فإن له نار جهنم).
3. دليل مركب منهما، أي تكون مقدماته مأخوذة من العقل أو بعضها مأخوذة من النقل.

وأضاف الإيجي أن هناك من المطالب ما لا يمكن إثباته إلا بالنقل، لأنه غائب عن العقل والحس معاً، ويستحيل العلم بوجوده إلا بقول صادق، ومن هذا القبيل تفاصيل أحوال الجنة والنار والثواب والعقاب، فهي تعلم بأخبار الأنبياء، ومنه ما لا يعرف بالدليل العقلي كحدوث العالم ووجود الصانع قبل ورود السمع، ومنه ما يعرف بكل واحدة من الطريقتين كخلق الأفعال ورؤية الله تعالى.

#### منزلةالعقلفيالقرآن
لقد احتل العقل منزلة هامة في القرآن، فهو لم يكن قط ضد التفكير والتأمل والبحث والنظر والاستدلال، الذي هو السبيل إلى معرفة الله تعالى، فهو من الواجبات على المسلم، ومن هنا دعا القرآن دعوة صريحة إلى النظر في العالم المخلوق، أما تعدي هذا المجال إلى البحث في ذات الله وما يتعلق بها فهذا ممنوع. والأدلة على ذلك كثيرة، ويمكن أن نلمسها في مواضع كثيرة من القرآن، منها قوله تعالى: ﴿قُلِ انْظُرُوا مَاذَا فِي السَّمَاوَاتِ وَالْأَرْضِ وَمَا تُغْنِي الْآيَاتُ وَالنُّذُرُ عَنْ قَوْمٍ لَا يُؤْمِنُونَ ۝١٠١﴾ [يونس:101] وقوله سبحانه: ﴿أَوَلَمْ يَنْظُرُوا فِي مَلَكُوتِ السَّمَاوَاتِ وَالْأَرْضِ وَمَا خَلَقَ اللَّهُ مِنْ شَيْءٍ وَأَنْ عَسَى أَنْ يَكُونَ قَدِ اقْتَرَبَ أَجَلُهُمْ فَبِأَيِّ حَدِيثٍ بَعْدَهُ يُؤْمِنُونَ ۝١٨٥﴾ [الأعراف:185] ويقول أيضاً: ﴿أَوَلَمْ يَتَفَكَّرُوا فِي أَنْفُسِهِمْ مَا خَلَقَ اللَّهُ السَّمَاوَاتِ وَالْأَرْضَ وَمَا بَيْنَهُمَا إِلَّا بِالْحَقِّ وَأَجَلٍ مُسَمًّى وَإِنَّ كَثِيرًا مِنَ النَّاسِ بِلِقَاءِ رَبِّهِمْ لَكَافِرُونَ ۝٨﴾ [الروم:8]. ولقد عظم القرآن العلم والتعلم فكانت أول آية نزلت تشير إلى ذلك في قوله تعالى: ﴿اقْرَأْ بِاسْمِ رَبِّكَ الَّذِي خَلَقَ ۝١﴾ [العلق:1] ومن القراءة اشتق القرآن، ولهذا فإن القرآن يعظم العلم والحكمة. ﴿يُؤْتِي الْحِكْمَةَ مَنْ يَشَاءُ وَمَنْ يُؤْتَ الْحِكْمَةَ فَقَدْ أُوتِيَ خَيْرًا كَثِيرًا وَمَا يَذَّكَّرُ إِلَّا أُولُو الْأَلْبَابِ ۝٢٦٩﴾ [البقرة:269]. والإنسان لن يحصّل العلم ولن يتعلمه إلا بالتفكير والنظر والتدبر ومن أمثله هذه الآيات التي تدعو إلى ذلك قوله تعالى: ﴿إِنَّ شَرَّ الدَّوَابِّ عِنْدَ اللَّهِ الصُّمُّ الْبُكْمُ الَّذِينَ لَا يَعْقِلُونَ ۝٢٢﴾ [الأنفال:22] فلقد جعل الله تعالى الذين لا يستخدمون عقولهم في مرتبة البهائم أو أكثر منهم شراً كما ذم القرآن التقليد الأعمى كطريق للعلم، وحث الإنسان على العمل بالدليل، ونهاه عن التقليد وأوجب عليه الاجتهاد. كما نبه القرآن إلى استخدام القياس وهو عملية عقلية في نحو قوله تعالى: ﴿وَلَقَدْ عَلِمْتُمُ النَّشْأَةَ الْأُولَى فَلَوْلَا تَذَكَّرُونَ ۝٦٢﴾ [الواقعة:62] فجعل الله تعالى التاركين لقياس النشأة الأخرى على النشأة الأولى في الاستدلال على البعث والجزاء والعقاب خارجين عن الحق. كما حث القرآن على استخدام العقل والنظر في العالم، ورفع من شأن العلم والعلماء، وأمثلة ذلك كثيرة منها قوله تعالى:
﴿إِنَّ فِي خَلْقِ السَّمَاوَاتِ وَالْأَرْضِ وَاخْتِلَافِ اللَّيْلِ وَالنَّهَارِ وَالْفُلْكِ الَّتِي تَجْرِي فِي الْبَحْرِ بِمَا يَنْفَعُ النَّاسَ وَمَا أَنْزَلَ اللَّهُ مِنَ السَّمَاءِ مِنْ مَاءٍ فَأَحْيَا بِهِ الْأَرْضَ بَعْدَ مَوْتِهَا وَبَثَّ فِيهَا مِنْ كُلِّ دَابَّةٍ وَتَصْرِيفِ الرِّيَاحِ وَالسَّحَابِ الْمُسَخَّرِ بَيْنَ السَّمَاءِ وَالْأَرْضِ لَآيَاتٍ لِقَوْمٍ يَعْقِلُونَ ۝١٦٤﴾ [البقرة:164]
ويرى الإمام حافظ الدين النسفي في تفسيره لقوله تعالى: {لآيات لقوم يعقلون} أن الله يشير هنا إلى أولئك الذين ينظرون بعيون عقولهم ويعتبرون فيستدلون بهذه الأشياء على قدرة موجدها وحكمة مبدعها ووحدانية منشئها. ثم يذكر قول الرسول في الحديث: (ويل لمن قرأ هذه الآية فمج فيها) أي لم يتفكر فيها ولم يعتبر بها. وبالقرآن دعوة صريحة للإنسان إلى استخدام عقله لاكتشاف قوانين الخلق كما في قوله تعالى: ﴿أَفَلَمْ يَنْظُرُوا إِلَى السَّمَاءِ فَوْقَهُمْ كَيْفَ بَنَيْنَاهَا وَزَيَّنَّاهَا وَمَا لَهَا مِنْ فُرُوجٍ ۝٦ وَالْأَرْضَ مَدَدْنَاهَا وَأَلْقَيْنَا فِيهَا رَوَاسِيَ وَأَنْبَتْنَا فِيهَا مِنْ كُلِّ زَوْجٍ بَهِيجٍ ۝٧ تَبْصِرَةً وَذِكْرَى لِكُلِّ عَبْدٍ مُنِيبٍ ۝٨﴾وإلى جانب هذا كله فإن القرآن كثيراً ما ينص على أن آياته: {لقوم يعقلون} و{لقوم يتفكرون} و{لقوم يفقهون} و{لقوم يتذكرون} و{لأولي الألباب} و{لأولي النهى} و{للعالمين}. كما أن القرآن قدم أدلة دامغة - بوجوه مختلفة في أنواعها وطرقها - على بعض القضايا الإيمانية كوجود الله، ووحدانيته، وخلقه للعالم، والبعث بعد الموت، داعياً الناس إلى إعمال الفكر فيما يروه ويستشعروه بأي نوع من أنواع الحس للوصول إلى الحقيقة.

## عوامل نشأة علم الكلام
سبب نشأة علم الكلام هو الرد على المبتدعة، الذين أكثروا من الجدال مع علماء المسلمين، وأوردوا شُبهاً على ما قرره علماء السلف الأوائل، فاحتاج العلماء من أهل السنة إلى مقاومتهم ومجادلتهم ومناظرتهم حتى لا يلبسوا على الضعفاء أمر دينهم، وحتى لا يُدْخِلُوا في الدين ما ليس منه، ولو ترك العلماء هؤلاء الزنادقة وما يصنعون؛ لاستولوا على كثير من عقول الضعفاء وعوام المسلمين، والقاصرين من فقهائهم وعلمائهم، فأضلوهم وغَيَّروا ما عندهم من الاعتقادات الصحيحة. وقبل تصدي هؤلاء العلماء لهم لم يكن أحد يقاومهم، وسكوتهم هذا أدى إلى نشر كلام هؤلاء الزنادقة حتى اعتقده بعض الجاهلين، فكان لِزَاماً على علماء المسلمين أن يقوموا بالرد على هؤلاء من خلال تعلمهم هذا العلم ونبوغهم فيه؛ لأن إفحامهم بنفس أدلتهم أدعى لانقطاعهم، وإلزامهم الحق، فردوا عليهم وأبطلوا شُبُههم، وكانت طريقتهم في الرد هي إثبات العقائد الإسلامية، والاستدلال عليها بما هو من جنس حُجَج القرآن.
يقول الدكتور محمد الزحيلي في كتابه «الإمام الجويني إمام الحرمين» ما نصه: «كان الدافع لدراسة أصول الدين أولاً، وتأكيده بدراسة الفلسفات المتنوعة، هو الحرص على الإسلام والدعوة إليه، ورد شبهات الأعداء عنه، وتفنيد حجج الطاعنين به من الكفار والمشركين خارج الدعوة الإسلامية، والملحدين الذين انضووا تحت لواء المسلمين، وتستروا بالباطنية وغيرها من الفرق الضالة، للدس على الإسلام، والتشكيك فيه، وإثارة الشبه بين المسلمين... فصار دراسة أصول الدين وعلم الكلام وتدريسه والتأليف فيه السبيل القويم أمام المسلمين، فانكب العلماء على دراسته وتدريسه والتصنيف فيه، وهو ما سلكه إمام الحرمين الجويني».
فقد نشأ علم الكلام نشأة إسلامية تلبية لحاجات المجتمع الإسلامي، ولما كان علم الكلام هو العلم الذي يبحث في الأصول أو الأحكام الاعتقادية، مقرراً إياها بالحجج والبراهين النقلية وتوكيدها بالعقل بعد الإيمان بها بالقلب والوجدان، ومدافعاً عنها ضد شبهات الخصوم، الأمر الذي حدا بالمتكلمين إلى دراسة هذه الشبهات والاعتراضات، وذلك حتى يتيسر الرد عليها ودفعها. ولعل هذا هو الذي أدى بالمتكلمين إلى دراسة عقائد الأديان السماوية الأخري، وكذلك أصحاب الملل والنحل المختلفة وما أثاروه من شبهات واعتراضات ضد الإسلام، وذلك حتى يتيسر عليهم رد اعتراضاتهم وشبهاتهم. ولقد أنتج المتكلمون دراسات في مقارنة الأديان تشهد بسعة اطلاعهم ومعارفهم، كما تشهد أيضاً بمنهجهم العلمي في الدفاع عن الإسلام ضد المخالفين. ومن هنا اختلط بعلم الكلام بعض المباحث، استعانوا بها في عملية الرد على شبهات الخصوم. وكان ذلك أمراً ضرورياً لأن أفضل وسيلة لدفع الخصوم هو أن يكون هذا الدفع بوسائل الخصوم التي اعتادوها. وقد صرح أحد أئمة الأصول في المغرب الإسلامي وهو الإمام يوسف بن محمد المكلاتي (ت 626 هـ) في كتابه «لباب العقول في الرد على الفلاسفة في علم الأصول» بأنه ليس أقوى من سلاح الخصم للقضاء على أسلوب الخصوم، طالما كان السلاح مشروعاً. وعلى هذا لا يقدح في أصالة علم الكلام الإسلامي احتواؤه على بعض أساليب الخصوم، أو اشتماله على بعض مباحث الفلسفة، ذلك لأن هذا كله كان لغاية دينية نبيلة، وهي الدفاع عن الدين وتوكيد أصوله، كما لا يقدح أيضاً في كونه علماً دينياً من جملة العلوم الشرعية الدينية.
فلم يكن تَعَرُّف الأمة على هذه الأفكار ودراستها من باب الترف الفكري، ولا من باب الانصراف عن الكتاب والسنة، بل كان تعلم هذه العلوم ضرورة لمواجهة الأخطار التي تحدق بالعقيدة الإسلامية، فكان الخصوم يثيرون الشبهات العقلية حول ذات الله وأسمائه وصفاته ورُسُله وملائكته وكتبه وقضايا الموت والبعث والحساب، إلى غير ذلك. ولم يكن المنهج القائم على نصوص الكتاب والسنة المجردة عن دعم الدليل العقلي لينجح في مواجهة هؤلاء القوم، فالحجج العقلية البحتة لابد أن تواجهها بنفس طريقتها وإلا ستصير فتن كبرى. فلجأ المسلمون إلى تعلم هذه العلوم وتدريسها والكتابة فيها، ونشأت مدارس كلامية مختلفة كالمدرسة الأشعرية والماتريدية، فلم يكن القوم مبتدعة في هذا. ويعتبر بعض العلماء أن جذور علم الكلام ترجع إلى الصحابة والتابعين، ويورد البعض على سبيل المثال رد علي بن أبي طالب على الخوارج، ورد إياس بن معاوية المزني على القدرية.
ويلخص تقي الدين المقريزي مبدأ علم الكلام في كتابه المواعظ والاعتبار فيقول ما ملخصه:
| علم الكلام | اعلم أن الله تعالى لما بعث من العرب نبيه محمدا صلّى الله عليه وسلّم رسولا إلى الناس جميعا، وصف لهم ربهم سبحانه وتعالى، بما وصف به نفسه الكريمة في كتابه العزيز...، فلم يسأله صلّى الله عليه وسلّم أحد من العرب بأسرهم، قرويهم وبدويهم عن معنى شيء من ذلك، كما كانوا يسألونه صلّى الله عليه وسلّم عن أمر الصلاة والزكاة والصيام والحج وغير ذلك...، بل كلهم فهموا معنى ذلك وسكتوا عن الكلام في الصفات...، فأثبتوا رضي الله عنهم بلا تشبيه، ونزهوا من غير تعطيل...، فمضى عصر الصحابة رضي الله عنهم على هذا إلى أن حدث في زمنهم القول بالقدر...، وكان أوّل من قال بالقدر في الإسلام، معبد بن خالد الجهنيّ...، ولما بلغ عبد الله بن عمر بن الخطاب رضي الله عنهما مقالة معبد في القدر تبرّأ من القدرية...، وأخذ السلف رحمهم الله في ذمّ القدرية، وحذروا منهم كما هو معروف في كتب الحديث...، وحدث أيضا في زمن الصحابة رضي الله عنهم مذهب الخوارج، وصرّحوا بالتكفير بالذنب والخروج على الإمام وقتاله، فناظرهم عبد الله بن عباس رضي الله عنهما فلم يرجعوا إلى الحق، وقاتلهم أمير المؤمنين عليّ بن أبي طالب رضي الله عنه، وقتل منهم جماعة كما هو معروف في كتب الأخبار...، وحدث أيضا في زمن الصحابة رضي الله عنهم مذهب التشيع لعلي بن أبي طالب رضي الله عنه، والغلوّ فيه، فلما بلغه ذلك أنكره وحرّق بالنار جماعة ممن غلا فيه...، ثم حدث بعد عصر الصحابة رضي الله عنهم، مذهب جهم بن صفوان ببلاد المشرق، فعظمت الفتنة به. فإنه نفى أن يكون لله تعالى صفة، وأورد على أهل الإسلام شكوكا أثر في الملة الإسلامية آثارا قبيحة، تولد عنها بلاء كبير. وكان قبيل المائة من سني الهجرة، فكثر أتباعه على أقواله التي تؤول إلى التعطيل، فأكبر أهل الإسلام بدعته وتمالؤا على إنكارها وتضليل أهلها. وحذروا من الجهمية وعادوهم في الله وذمّوا من جلس إليهم، وكتبوا في الردّ عليهم ما هو معروف عند أهله، وفي أثناء ذلك حدث مذهب الاعتزال، منذ زمن الحسن بن الحسين البصريّ رحمه الله، بعد المائتين من سني الهجرة، وصنفوا فيه مسائل في العدل والتوحيد وإثبات أفعال العباد، وأن الله تعالى لا يخلق الشرّ وجهلوا بأن الله لا يرى في الآخرة، وأنكروا عذاب القبر على البدن، وأعلنوا بأن القرآن مخلوق محدث، إلى غير ذلك من مسائلهم، فتبعهم خلائق في بدعهم، وأكثروا من التصنيف في نصرة مذهبهم بالطرق الجدلية، فنهى أئمة الإسلام عن مذهبهم، وذمّوا علم الكلام، وهجروا من ينتحله، ولم يزل أمر المعتزلة يقوى وأتباعهم تكثر ومذهبهم ينتشر في الأرض. ثم حدث مذهب التجسيم المضاد لمذهب الاعتزال، فظهر محمد بن كرّام بن عراق بن حزابة، أبو عبد الله السجستاني، زعيم الطائفة الكرامية بعد المائتين من سني الهجرة، وأثبت الصفات حتى انتهى فيها إلى التجسيم والتشبيه...، وكانت بين الكرامية بالمشرق وبين المعتزلة مناظرات ومناكرات وفتن كثيرة متعدّدة أزماتها. هذا وأمر الشيعة يفشو في الناس حتى حدث مذهب القرامطة، المنسوبين إلى حمدان الأشعث المعروف بقرمط، من أجل قصر قامته وقصر رجليه وتقارب خطوه...، هذا وقد كان المأمون عبد الله بن هارون الرشيد سابع خلفاء بني العباس ببغداد، لما شغف بالعلوم القديمة. بعث إلى بلاد الروم من عرّب له كتب الفلاسفة وأتاه بها في أعوام بضع عشرة سنة ومائتين من سني الهجرة، فانتشرت مذاهب الفلاسفة في الناس، واشتهرت كتبهم بعامّة الأمصار، وأقبلت المعتزلة والقرامطة والجهمية وغيرهم عليها، وأكثروا من النظر فيها والتصفح لها، فانجرّ على الإسلام وأهله من علوم الفلاسفة ما لا يوصف من البلاء والمحنة في الدين، وعظم بالفلسفة ضلال أهل البدع وزادتهم كفرا إلى كفرهم. | علم الكلام |

فهناك محن وأسباب دعت الأمة إلى الخوض في هذا الفن حفاظاً على الشريعة وقوامها وبقائها، ولم يكن الاشتغال بهذه العلوم نوع من الانصراف عن الله ولا عن رسوله. وكان من أوائل من اشتغل بهذا الفن تعلماً وتعليماً ورداً على المبتدعة في زمانه الإمام الأعظم أبي حنيفة النعمان المتوفى 150 هـ، كما يعد من أوائل المشتغلين بعلم الكلام، وتعد مؤلفاته المنسوبة إليه مثل «الفقه الأكبر» و«العالم والمتعلم» و«الوصية» من بواكير ما سُجّل في هذا الباب. ويسجل لنا التاريخ مناظرات الإمام أبي حنيفة للملاحدة والدهرية، ويذكر المتقي المكي في «مناقب أبي حنيفة» ما صورته: «قال أبو حنيفة: ما تقولون في رجل يقول لكم: إني رأيت سفينة مشحونة بالأحمال مملوءة بالأمتعة، وقد احتوشتها في لجة البحر أمواج متلاطمة، ورياح مختلفة، وهي من بينها تجري مستوية وليس فيها ملاح يجريها ويقودها ويسوقها، ولا متعهد يدفعها، هل يجوز ذلك في العقل؟ فقالوا: لا. هذا لا يقبله العقل، ولا يجيزه الوهم. فقال لهم أبو حنيفة: فيا سبحان الله! إذا لم يجز في العقل وجود سفينة تجري مستوية من غير متعهد، فكيف يجوز قيام الدنيا على اختلاف أحوالها وتغير أمورها، وسعة أطرافها، وتباين أكتافها، من غير صانع وحافظ ومُحدث لها»؟!
ولقد نشأ علم الكلام نتيجة لعدة عوامل، منها:
القرآن الذي يعد المصدر الأول للدين الإسلامي، ومنه استقى المسلمون معارفهم، وعليه قامت علومهم الأخلاقية والتشريعية. وبالنسبة لعلم الكلام فالقضية الأساسية التي يدور عليها هي قضية التوحيد، وعند النظر والتأمل في آيات القرآن، فإننا نجد أن القرآن قد اهتم بذلك كثيراً، ولقد أشار إلى ذلك فخر الدين الرازي عند تفسيره للآية الواحدة والعشرين من سورة البقرة. ويقول صديق حسن القنوجي في أبجد العلوم: «قال العلماء: اشتمل القرآن على جميع أنواع البراهين والأدلة إلا أن الوارد في القرآن أوضحها وأقواها لينتفع بها الخاصة والعامة والعدول إلى الدقيق هو للعاجز عن القوي الجلي والله أعلم بالصواب». ويذكر بعض الكتب التي صنفها العلماء في علم معرفة جدل القرآن كنجم الدين الطوفي. ويوضح كتاب حجج القرآن لأبي الفضائل الرازي، أن قبول القرآن لاحتمالات كثيرة كان سنداً للفرق والمذاهب الكلامية المختلفة.
ويذكر ابن عساكر في كتابه تبيين كذب المفتري قول أبي القاسم القشيري فيما يرويه عنه:
| علم الكلام | أن الأشعري لا يشرط في صحة الإيمان ما قالوه، يعني من شنع عليه أن أغمار العوام عنده غير مؤمنين، لأنهم خليون عن علم الكلام، بل هو وجميع أهل التحصيل من أهل القبلة، يقولون: يجب على المكلف أن يعرف الصانع المعبود بدلائله التي نصبها على توحيده، واستحقاقه نعوت الربوبية، وليس المقصود استعمال ألفاظ المتكلمين من لفظ الجوهر والعرض، وإنما المقصود حصول النظر والاستدلال المؤدي إلى معرفة اللَّه، وإنما استعمل المتكلمون هذه الألفاظ على سبيل التقريب والتسهيل على المتعلمين، والسلف الصالح، وإن لم يستعملوا هذه الألفاظ، فلم يكن في معارفهم خلل، والخَلَف الذين استعملوا هذه الألفاظ لم يكن ذلك منهم لطريق الحق مباينة، ولا في الدين بدعة، كما أن المتأخرين من الفقهاء عن زمان الصحابة والتابعين لم يستعملوا ألفاظ الفقهاء من لفظ العلة والمعلول والقياس وغيره، ثم لم يكن استعمالهم بذلك بدعة، ولا خلو السلف عن ذلك كان لهم نقصا. وكذلك شأن النحويين والتصريفيين، ونقلة الأخبار في ألفاظ تختص بها كل فرقة منهم، فإن قالوا: إن الاشتغال بعلم الكلام بدعة، ومخالفة لطريق السلف، قيل: لا يختص بهذا السؤال الأشعري دون غيره، من متكلمي أهل القبلة، ثم الاسترواح إلى مثل هذا الكلام صفة الحشوية الذين لا تحصيل لهم، وكيف يظن بسلف الأمة أنهم لم يسلكوا سبيل النظر، وأنهم اتصفوا بالتقليد، حاش لله أن يكون ذلك وصفهم، ولقد كان السلف من الصحابة مستقلين بما عرفوا من الحق، وسمعوا من الرسول صلوات اللَّه عليه من أوصاف المعبود، وتأملوه من الأدلة المنصوبة في القرآن، وأخبار الرسول عليه السلام في مسائل التوحيد. وكذلك التابعون وأتباع التابعين، لقرب عهدهم من الرسول عليه السلام، فلما ظهر أهل الأهواء، وكثر أهل البدع من الخوارج، والجهمية، والمعتزلة، والقدرية، وأوردوا الشبه، انتدب أئمة أهل السنة لمخالفتهم، والإيصاء للمسلمين بمباينة طريقتهم، فلما أشفقوا على القلوب أن يخامرها شبههم شرعوا في الرد عليهم، وكشف شبههم، وأجابوهم عن أسئلتهم، وحاموا عن دين الله بإيضاح الحجج، ولما قال اللّه تعالى: ﴿وجادلهم بالتي هي أحسن﴾ [النحل: 125]، تأدبوا بآدابه سبحانه، ولم يقولا في مسائل التوحيد: إلا بما نبههم اللّه سبحانه عليه في محاكم التنزيل. والعجب ممن يقول: ليس في القرآن علم الكلام، والآيات التي هي في الأحكام الشرعية نجدها محصورة، والآيات المنبهة على علم الأصول نجدها تُوفِي على ذلك وتربي بكثير. وفي الجملة: لا يجحد علم الكلام إلا أحد رجلين: جاهل ركن إلى التقليد، وشق عليه سلوك طرق أهل التحصيل، وخلا عن طرق أهل النظر، والناس أعداء ما جهلوا، فلما انتهى عن التحقق بهذا العلم، نهى الناس يضل كما ضل، أو رجل يعتقد مذاهب فاسدة، فينطوي على بدع خفية يلبس على الناس عوار مذهبه، ويعمي عليهم فضائح عقيدته، ويعلم أن أهل التحصيل من أهل النظر هم الذين يهتكون الستر عن بدعهم، ويظهارون للناس قبح مقَالاتهم. والقلاب لا يحب من يميز النقود، والخلل فيما في يده من النقود الفاسدة، كالصرف ذي التمييز والبصيرة، وقد قال الله تعالى: ﴿هل يستوي الذين يعلمون والذين لا يعلمون﴾ [الزمر: 9]. | علم الكلام |

وقد ذكر الإمام الغزالي في الجزء الثاني من كتابه جواهر القرآن: الآيات التي وردت في ذات الله عز وجل وصفاته وأفعاله خاصة، ويشمل سبعمائة وثلاثاً وستين آية. ويقول الإمام الزركشي: «وما من برهان ودلالة وتقسيم وتحديد شيء من كليات المعلومات العقلية والسمعية إلا وكتاب الله تعالى قد نطق به، ولكن أورده على عادة العرب دون دقائق طرق أحكام المتكلمين». ويقرر الدكتور محمد يوسف موسى أن القرآن اشتمل على أصول الفلسفة الإلهية وأنه يقدم للعقائد أدلة تستند إلى الملاحظة والتفكير. ويذكر الشيخ مصطفى عبد الرازق أن القرآن تعرض للجدل برفق، ودعا إلى الاقتصار على ما تدعو إليه الحاجة. ويقرر الدكتور سليمان دنيا أن الدور الأساسي في نشأة علم الكلام كان للقرآن الكريم. وخلاصة هذه الآراء أن المتكلمين وأكثر العلماء يرون أن القرآن يدعو إلى النظر في معرفة الله، ويساعد عليه. وقد يستثنى بعض العلماء الذين يتحدث عنهم الإيجي في كتابه المواقف بأنهم ينكرون وجوب النظر في معرفة الله: لتقرير النبي والصحابة وأهل سائر الأعصار: العوام، وهم الأكثرون، مع عدم الاستفسار عن الدلائل بل مع العلم بأنهم لا يعلومنها قطعاً. ويرد عليهم بقوله: «قلنا: كانوا يعلمون أنهم يعلمون الأدلة إجمالاً، كما قال الأعرابي: البعرة تدل على البعير وأثر الأقدام تدل على المسير، أفسماء ذات أبراج وأرض ذات فجاج، وبحار ذات أمواج... لا تدل على اللطيف الخبير. غايته أنهم قصروا عن التحرير وذلك لا يضر، أو ندعي أنه فرض كفاية - يعني المعرفة التفصيلية الاستدلالية - فإن الوجوب الذي ادعيناه أعم من ذلك».

## منزلة علم الكلام من العلوم الشرعية
يمكن القول بأن علم الكلام ليس فقط واحداً من العلوم الشرعية بل هو رئيس العلوم الشرعية قاطبة، ذلك لأن سائر العلوم الشرعية مستندة إليه استناد الفرع إلى الأصل، لأن فيه تثبت موضوعاتها، طالما كان موضوعه متعلقاً بالعقائد واثباتها. فيقول عضد الدين الإيجي في بيان مرتبة علم الكلام من العلوم الشرعية بناء على موضوعه وغايته: «إن موضوعه أعم الأمور وأعلاها وغايته أشرف الغايات وأجداها ودلائله يقينية يحكم بها صريح العقل وقد تأيدت بالنقل وهي الغاية في الوثاقة، وهذه هي جهات شرف العلم لا تعدوها فهو أشرف العلوم... وهو العلم الأعلى فليست له مبادئ تبين في علم آخر، بل مباديه إما بيّنة بنفسها أو مُبيّنة فيه، فهي مسائل له، ومبادئ لمسائل أخر منه لا تتوقف عليها لئلا يلزم الدور، فمنه تستمد العلوم، وهو لا يستمد من غيره، فهو رئيس العلوم على الإطلاق».
ويفضل محمد علي التهانوي هذا القول فيقول: "والكلام هو الأعلى إذ تنتهي إليه العلوم الشرعية كلها وفيه تثبت موضوعاتها وحيثياتها، فليست له مبادئ تبين في علم آخر شرعياً أو غيره بل مبادؤه إما مبيّنة بنفسها أو مبيّنة فيه، فهي أي فتلك المبادئ المبنية فيه مسائل له من هذه الحيثية ومبادئ لمسائل أخر منه لا تتوقف عليها لئلا يلزم الدور، فلو وجدت في الكتب الكلامية مسائل لا يتوقف عليها اثبات العقائد أصلاً، ولا دفع الشبه عنها فذلك من خلط مسائل علم آخر به تكثيراً للفائدة في الكتاب، فمن الكلام يستمد غيره من العلوم الشرعية وهو لا يستمد من غيره أصلاً، فهو رئيس العلوم الشرعية على الإطلاق بالجملة. فعلماء الإسلام قد دونوا لاثبات العقائد الدينية المتعلقة بالصانع وصفاته وأفعاله وما يتفرع عليها من مباحث النبوة والمعاد علماً يتوصل به إلى إعلاء كلمة الحق فيها، ولم يرضوا أن يكونوا محتاجين فيه إلى علم آخر أصلاً، فأخذوا موضوعه على وجه يتناول تلك العقائد والمباحث النظرية التي تتوقف عليها تلك العقائد، سواء أكان توقفها عليها مواد أدلتها، أو باعتبار صورها، وجعلوا جميع ذلك مقاصد مطلوبة في علمهم هذا، فجاء علماً مستغنياً في نفسه عما عداه، ليس له مبادئ تبين في علم آخر.
وهكذا تستند العلوم الشرعية إلى علم الكلام، فيستند إليه الفقه مثلاً استتناد الفرع على الأصل، ذلك لأن علم الفقه يرتبط بالعمل، والعمل فرع على النظر والاعتقاد. وعلم التصوف يستند إليه أيضاً، ذلك لأن التصوف يبحث في الأحكام الشرعية - نظرية كانت أو عملية - من ناحية آثارها في قلوب المتعبدين بها، من حيث يعني بجانب السلوك والأخلاق على أساس من التذوق الروحي والوجدان القلبي، ومن هنا فهو يستند إلى علمي الكلام والفقه، إذ لابد للصوفي على الحقيقة من علم كامل بالكتاب والسنة لكي يصحح اعتقاداته وعباداته ومعاملاته على اختلافها. ولهذا يقرر الدكتور أبو الوفا الغنيمي التفتازاني أن انفصال هذه العلوم (يعني: علم الكلام، والفقه، والتصوف) والتميز بينها، إنما هو أمر اعتباري فقط، ذلك لأن هذه العلوم يمكن أن تندرج تحت اسم واحد، هو الشريعة، وجاء هذا الانفصال والتمييز نتيجة التخصص العلمي الدقيق، وهو أمر ظهر في الإسلام في وقت متأخر، أما قبل ذلك فكان اسم الفقه يطلق فقط على العمليات من الشرع، وإنما أيضاً على الاعتقاديات والأخلاق.
وهذه المكانة الهامة لعلم الكلام، يمكن أن نلمسها بشكل واضح في تصنيف العلوم عند العرب، والذي قام عندهم على بيان تصورهم للمعرفة البشرية، وتوضيح علاقات أجزائها بعضها ببعض، موضحين ترتيب العلوم من حيث الخصوص والعموم، ومبينين حدودها والعلاقات القائمة بينها. فالفارابي وهو أول مفكر إسلامي عنى بتصنيف العلوم في كتاب من أهم كتبه يحمل عنوان «إحصاء العلوم» والذي يحدد في مقدمته غرضه من هذا الإحصاء، وهو: إحصاء العلوم المشهورة في عصره، علماً علماً، وتعيين غرضها بالدقة اللازمة، وبيان مجمل ما يشتمل عليه كل واحد منها، وأجزاء كل ما له أجزاء ومجمل ما في كل واحد من أجزاء، وبهذا يستطيع الإنسان أن يقايس بين العلوم فيعلم أيها أفضل، وأيها أنفع، وأوثق وأقوى، وأيها أوهن وأضعف.
وخصص الفارابي الفصل الخامس في هذا الكتاب للعلم المدني وأجزائه، علم الفقه وعلم الكلام، وأعتبره الدكتور عثمان أمين من أمتع فصول الكتاب. فقام بوضع تعريف لعلم الكلام بأنه: صناعة وهو ملكة يقتدر بها الإنسان، على نصرة الآراء، والأفعال المحدودة التي صرح بها واضع الملة، وتزييف كل ما خالفها بالأقاويل. ويرى أن له جزأين: الأول يدور حول الآراء، والثاني حول الأفعال أما ما يدور حول الآراء: فهو ما يتعلق بمسائل التوحيد، وذات الله وصفاته وأفعاله، أي ما يمس الأصول الاعتقادية. أما ما يدور حول الأفعال: فهو ما يتعلق بأفعال الإنسان مثل: الجبر والاختيار، ومشكلة الإمامة، وغيرها من مباحث تتعلق بسلوك الفرد والجماعة، منظور إليها من جهة الفعل الإنساني. والملاحظ في تصنيفه أنه يميز بين الفقه والكلام، فيذهب إلى القول بأن صناعة الكلام غير الفقه لأن الفقه يأخذ الآراء والأفعال التي يصرح بها واضع الملة مسلمة ويجعلها أصولاً، فيستنبط منها الأشياء اللازمة عنها، والمتكلم ينصر الأشياء التي يستعملها الفقه أصولاً، من غير أن يستنبط منها أخرى، فإذا اتفق أن يكون لإنسان ما قدرة على الأمرين جميعاً فهو فقيه ومتكلم، فتكون نصرته لها بما هو متكلم واستنباطه عنها بما هو فقيه.
أما الخوارزمي فقد أورد في تصنيفه الذي جاء في كتابه «مفاتيح العلوم» سائر علوم عصره، فأوقفنا على الحياة العلمية التي كانت عليها بغداد في القرن الرابع الهجري، وإن كان قد اقتصر في تصنيفه على وصف واحصاء العلوم، ولم يهتم بذكر مراتبها. واشتمل كتابه على مقالتين جاءت الأولى في ستة أبواب ذكر فيها العلوم الشرعية، وما يتصل بها من العلوم العربية مثل الفقه، والكلام والنحو، والكتابة والشعر، والعروض والأخبار، وجاءت المقالة الثانية في تسعة أبواب أورد فيها علوم اليونان وغيرهم من الأمم وهي: الفلسفة والمنطق، والطب، وعلم العدد والهندسة، وعلم النجوم، والموسيقى، والحيل، والكيمياء.
وهكذا احتل علم الكلام منزلة هامة في تصنيف الخوارزمي فأفرد له باباً بأكمله وإن كان قد أورده بعد الفقه لا قبله. ومكانة علم الكلام عند الغزالي، فقد أورده في كتابه «إحياء علوم الدين» حيث قسم العلوم إلى: علوم شرعية، وعلوم غير شرعية، ووضع علم الكلام ضمن دائرة العلوم الشرعية. وهو فرض من فروض الكفايات، فيقول موضحاً موقف الشرع من علم الكلام: «أن حاصل ما يشتمل عليه علم الكلام من الأدلة التي ينتفع بها فالقرآن والأخبار مشتملة عليه، وما خرج عنهما فهو إما مجادلة مذمومة وهي من البدع وإما مشاغية بالتعلق بمناقضات الفرق لها، وتطويل بنقل المقالات التي أكثرها ترهات وهذيانات تزدريها الطباع وتمجها الأسماع، وبعضها خوض فيما لا يتعلق بالدين، ولم يكن شيء منه مألوفاً في العصر الأول، وكان الخوض فيه بالكلية من البدع. ولكن تغير الآن حكمه، إذ حدثت البدع الصارفة عن مقتضى القرآن والسنة، ونبغت جماعة لفّقوا لها شُبها وزينوا فيها كلاماً مؤلفاً، فصار ذلك المحظور بحكم الضرورة، مأذوناً فيه، بل صار من فروض الكفايات». فهو يرى أن علم الكلام، علم ينشط بظهور الشبهات ضد الإسلام، فهو يتفق مع الإمام أحمد بن حنبل في النهي عن علم الكلام عندما لا يكون هناك حاجة إليه، أي النهي عنه بالنسبة للعوام، ولم ينه عنه بالنسبة للخواص، وكذلك إمام الحرمين الجويني، الذي قال بعد أن قضى أكثر من ثلاثين عاماً يدفع الشبهات التي كانت سائدة حول العقيدة: «والآن أرجع إلى دين العجائز» يقصد بذلك أنه استخدم علم الكلام بقدر ما دفع به الشبهات، أما وقد استقرت العقائد في الأذهان نقية خالصة، فليس هناك ما يدعو إلى علم الكلام.
وفي الرسالة اللدنية يعطي الإمام الغزالي لعلم الكلام منزلة هامة فهو يعتبره من العلوم الشرعية، التي يقسمها إلى جزأين عظيمين، الأول علم الأصول، والثاني علم الفروع أو العلوم العملية. ويضع على قمة العلم النظري أو علم الأصول علم التوحيد والذي يسمى بعلم الكلام، ويرى أن موضوع هذا العلم ذات الله وصفاته، والأنبياء، والصحابة والحياة والموت والأخرويات، ويحدد أصول ذلك العلم بأنها: القرآن أولاً ثم السنة، ثم الدلائل العقلية والبراهين القياسية بعد ذلك، على أن هذه الأصول الأخيرة تستخدم المنطق وأجزاؤه المختلفة استخدامها للآلة. وهكذا يعطي الغزالي لعلم الكلام أهمية خاصة في هذه الرسالة، واعتباره علم من العلوم الشرعية.
أما موقف ابن خلدون من علم الكلام فيمكن أن نلمسه من خلال تصنيفه للعلوم والذي أورده في مقدمته. وجاء تصنيف العلوم في مقدمة ابن خلدون مبيناً بوضوح العلوم التي كانت في عصره، أي في القرن الثامن الهجري وهو عصر الركود والانحلال والتأخر بالنسبة للعلم والحضارة الإسلامية بوجه عام، ولهذا غلبت على هذا العصر روح الجمع وتدوين المصنفات الضخمة، خوفاً من ضياع التراث بعد هجمات التتار وغيرهم على بلاد الإسلام، ومن هنا كان حرص ابن خلدون على أن يضمن مقدمته كل ما انتهى إليه وتوفر إليه من علوم العصر ضناً بهذا التراث أن يندثر.
وقد صنف ابن خلدون العلوم التي كانت في عصره إلى صنفين: الأول: صنف طبيعي للإنسان: يقف عليه الإنسان بطبيعة فكره وهي العلوم الحكيمة الفلسفية. والثاني: العلوم النقلية: وهي تلك العلوم التي العلوم التي يأخذها الإنسان عمن وضعها وهي كلها مستندة إلى الخبر عن الواضع الشرعي، فهي العلوم الشرعية، ومجال العقل منحصر في هذه العلوم في إلحاق الجزئيات الحادثة بالأصول العامة التي وضعها الشارع، أما أصل هذه العلوم النقلية فهي الشرعيات من الكتاب والسنة، مأخوذ بالنص أو الإجماع. والصنف الأول: وهو القسم المختص باسم علوم الفلسفة والحكمة ويشمل على المنطق، والعلم الطبيعي، والعلم الإلهي، وعلم التعاليم وهذا الصنف خاص بكل شعب وكل دين، فهي علوم طبيعية للإنسان من حيث أنه ذو فكر. أما الصنف الثاني: فهي علوم خاصة بالملة الإسلامية، وإن كانت للملل الأخرى علوماً خاصة بها، غير أن الإسلام نسخ ما كان قبله من ملل، فنسخ علومها أيضاً، وتشمل هذه العلوم: علوم اللسان وعلوم القرآن (القراءات والتفسير)، وعلوم الحديث، وعلم أصول الفقه، ثم علم التوحيد (أي دراسة العقائد الإيمانية) ثم علم الكلام، وهو علم الحجاج عن العقائد الإيمانية والرد على المنحرفين عن عقائد أهل السنة والسلف، ثم علم التصوف وعلم تعبير الرؤيا.
وهكذا يورد ابن خلدون علم الكلام ضمن العلوم النقلية الشرعية، ويخصص له فصلاً كاملاً يعرف فيه علم الكلام، موضحاً موضوعه، وعوامل نشأته وتطوره، واختلاطه بمباحث الفلسفة عند المتأخرين، وضرورة تمييزه عن الفلسفة. ومع أن ابن خلدون اعتبر علم الكلام علماً شرعياً وبين أهميته في الدفاع عن الإسلام ضد مخالفيه ورد شبهتهم بالدليل العقلي، إلا أنه من الملاحظ أنه قصر مهمة علم الكلام على الرد على شبهات المخالفين لعقيدة أهل السنة والسلف، أي يقصر مباحث علم الكلام على مستوى الموقف الأشعري، والذي يعتنقه ابن خلدون نفسه.
ويبدو أن موقفه هذا من علم الكلام جاء نتيجة أمرين:
- الأول: رفضه لاختلاط علم الكلام بالفلسفة، ويكاد يكون هذا الخلط أمراً عاماً عند المتأخرين، فأراد أن يحدد علم الكلام بعقائد السلف فقط، حتى يتم التمييز بين العقائد والفلسفة.[86]
- الثاني: أنه يرى أن علم الكلام في عصره علم لا داعي له، والسبب يوضحه فيقول: «وعلى الجملة فينبغي أن يعلم أن هذا العلم الذي هو علم الكلام، غير ضروري لهذا العهد على طالب العلم إذا الملاحدة والمبتدعة قد انقرضوا والأئمة من أهل السنة كفونا شأنهم فيما كتبوا ودونوا والأدلة العقلية إنما احتاجوا إليها حين دافعوا ونصروا، وأما الآن فلم يبق منها إلا كلام تنزه الباري عن كثير إيهاماته وإطلاقه».[87] وهذا موقف خاص لابن خلدون من علم الكلام، يرى أنه يجب أن يقتصر فقط على عقائد السلف.

وموقف طاش كبرى زاده من علم الكلام وضحه في كتابه «مفتاح السعادة ومصباح السيادة في موضوعات العلوم» فهو يدرج علم الكلام ضمن العلوم الشرعية ويجعله الشعبة الخامسة منها قبل الفقه الذي يجلعه الشعبة السادسة. وهو يتفق مع ما قرره عضد الدين الإيجي في «المواقف» من أن علم الكلام هو رئيس العلوم الشرعية، وقد احتل علم الكلام في تصنيفه حيزاً كبيراً. ويرى الدكتور محمد صالح محمد السيد أن علم الكلام يمثل علماً هاماً من العلوم الشرعية الدينية، وهو إذا كان كذلك ففي رأيه أنه علم واجب في كل عصر، ذلك لأن أمر الدفاع عن الدين أمر واجب، فضلاً عن أنه لا يخلو منه عصر من العصور.

## صلة علم الكلام بالعلوم الأخرى
لعلم الكلام صلة وثيقة بالعلوم التي نشأت في البيئة الإسلامية وقت ظهوره أو التي سبقت ظهوره، وعندما نقرأ في كتب الطبقات والتراجم التي صنفت لترجمة حياة المتكلمين وكتبهم، فإننا نجد عبارة تتكرر كثيراً عند التعرض لترجمة المتكلم أنه قد حاز على العلوم الملية والحكمية، وهذ العبارة تشير إلى ثقافة المتكلم الواسعة بحيث يلم بالعلوم الملية - أي نشأت تبعا للملة الإسلامية - كعلوم القرآن والحديث والتفسير والفقه وأصول اللغة، وأيضا بالعلوم الحكمية وهي العلوم العقلية من منطق وفلسفة، وهذا يعني ارتباط هذه العلوم بالمباحث الكلامية التي هي موضوع علم الكلام، وأنه لأهمية تلك الصلة بين علم الكلام والعلوم الأخرى كان لابد للمتكلم من أن يحصّل تلك العلوم. ومن ناحية أخرى، إذا كان علم الكلام يقوم على التوفيق بين العقل والنقل فلابد من معرفة المتكلم بالعلوم العقلية والعلوم النقلية، ولابد من صلة بين هذه العلوم وعلم الكلام. وعلم الكلام هو الأساس الذي تقوم عليه العلوم الشرعية، إذ أنه ما لم يثبت وجود إله خالق قادر عليم أنزل رسله بالتكليف - وهذه موضوعات علم الكلام - لم تكن العلوم الشرعية - من فقه وحديث وتفسير - سارية وقائمة لأنها مبنية على تلك الموضوعات التي يبحثها علم الكلام، فهو أساس تلك العلوم وتستمد منه أصولها وتستعين به في مباحثها وتأخذ منه.

### الفرق بين علم الكلام والفلسفة
علم الفلسفة موضوعه دراسة المسائل التي ينحصر إثباتها بالأدلة العقلية، لكن علم الكلام موضوعه دراسة المسائل التي لا تثبُت إلا عن طريق النقل، أي القرآن والسنة الصحيحة. وبالرغم من وجود نقاط مشتركة بين علم الكلام وعلم الفلسفة إلا أن هناك نقاط افتراق بينهما، فهناك مسائل مشتركة بينهما تثبت بالتعقل، كما أن هناك مسائل خاصة بكل منهما، فالخاصة بعلم الفلسفة لا تثبت إلا بالتعقل، والخاصة بعلم الكلام لا تثبت إلا بالنقل والتعبّد، ومن وجوه الاتحاد بين هذين العلمين المسائل التي تتعلق بمعرفة الله وإثبات الخالق. وبعبارة أخرى فإن علم الكلام أسلوبه التوفيق بين العقل والنقل، أما الفلسفة أسلوبها الاعتماد الكلي على العقل والأدلة العقلية. ولذلك فإن الفلاسفة يعتمدون على البراهين وحدها، ويؤلّفون البرهان تأليفاً منطقياً، من مقدمة صغرى، وكبرى ونتيجة، ويستعمِلون ألفاظاً واصطلاحات للأشياء: من جوهر وعرض ونحوهما، ويثيرونَ المشاكل العقليّة، ويبنُون عليها بناءً منطقيّاً لا بناءً حسيّاً أو واقعياً. أما منهج المتكلمين الإسلاميين في البحث فيُغاير ذلك، لأنَّ المُتكلّمين بنوا علم الكلام على الإِيمان بالله ورسوله، وصدَّقوا بالقرآن، فأرادوا أنْ يبرهنوا على ذلك بالأدلّة العقليّة المنطقيّة.
وقد أشار ابن خلدون إلى التمييز بين علم الكلام والفلسفة من ناحية الموضوع والمنهج والغاية، فيقول: «واعلم أن المتكلمين لما كانوا يستدلون في أكثر أحوالهم بالكائنات وأحوالها على وجود الباري وصفاته وهو نوع استدلالهم غالباً، والجسم الطبيعي ينظر فيه الفيلسوف في الطبيعيات وهو بعض من هذه الكائنات إلا أن نظره فيها مخالف لنظر المتكلم وهو ينظر في الجسم من حيث يتحرك ويسكن، والمتكلم ينظر فيه من حيث يدل على الفاعل وكذا نظر الفيلسوف في الإلهيات إنما هو نظر في الوجود المطلق وما يقتضيه لذاته، ونظر المتكلم في الوجود من حيث أنه يدل على الموجد، وبالجملة فموضوع علم الكلام عند أهله إنما هو العقائد الإيمانية بعد فرضها صحيحة من الشرع من حيث يمكن أن يستدل عليها بالأدلة العقلية فترفع البدع وتزول الشكوك والشبه عن تلك العقائد وإذا تأملت حال الفن في حدوثه، وكيف تدرج كلام الناس فيه صدراً بعد صدر وكلهم يفرض العقائد الصحيحة، ويستنهض الحجج والأدلة عَلِمت حينئذ ما قررناه لك في موضوع الفن وأنه لا يعدوه». ولا شك أن هناك خلافاً واضحاً بين علم الكلام والفلسفة اليونانية يستحيل معه الخلط والامتزاج، فعلم الكلام هو من العلوم الإسلامية الأصيلة؛ لأنّه ولد قبل عصر الترجمة؛ أي أنه لم يكن متأثراً في انطلاقته بالثقافة والفلسفة اليونانية، بل إن التاريخ يؤكّد أنّ هذا العلم قد وقف موقفاً حذراً إلى حد بعيد من التوجّهات الفلسفية التي استقت أسسها ومنطلقاتها وبناها التحتية من الفكر اليوناني بالخصوص، وهو ما سبّب أو كان على الأقل أحد أسباب الخلاف الفلسفي الكلامي في التاريخ الإسلامي سيما القرون الخمسة الأولى. ومن الجدير بالذكر أن هناك بعض الفلاسفة المسلمين الذي تأثروا بالفلسفة اليونانية وحرصوا على التوفيق بينها وبين العقائد. ويعد نصير الدين الطوسي من أهم من قام بمزج الكلام بالفلسفة وألبس مشاكل علم الكلام ثوب الفلسفة.
وهناك فروق بين علم الكلام والفلسفة أدرجها ابن خلدون في المقدمة، ومن هذه الفروق فروق تتعلق بالموضوع والمنهج والغاية.

#### فمن ناحية الموضوع
فموضوعات علم الكلام تتعلق بالأصول الدينية كالبحث في ذات الله تعالى وصفاته وأفعاله. وفي أحكام الشريعة من بعثة الرسل ونصب الأئمة والتكليف والثواب والعقاب. يتناولها بحسب ما وردت في الشريعة أمراً مقرراً لا مدخل فيه للشك، محاولاً أن يؤيدها بالأدلة العقلية حتى يكون الإيمان بها أشد وثوقاً وأكثر توكيداً لاجتماع النقل والعقل معاً، فضلاً عن أن الدليل العقلي هو السبيل إلى إثبات هذه الأصول على المخالفين من أصحاب الديانات المخالفة. أما الفلاسفة المسلمين فإن أبحاثهم تدور حول الوجود والمعرفة والقيم، وما تشمله هذه المباحث الرئيسية من البحث عن الله، والعالم، والإنسان، وتبحث في مبادئ الوجود وعلله، وفي وسائل المعرفة، وطبيعتها، وأدواتها، ومشكلة اليقين، وفي القيم: من الحق، والخير، والجمال، ويتوخى فلاسفة الإسلام أن يكون بحثهم الفلسفي من منظور ديني عقائدي بمعنى أنهم يحرصون أن يكون بحثهم يؤيد الدين ويؤكده. ومن هنا يقرر ابن خلدون حذف موضوع الطبيعيات والإلهيات من نطاق علم الكلام فيقول: «وأما النظر في مسائل الطبيعيات والإلهيات بالتصحيح والبطلان فليس موضوع علم الكلام، ولا من جنس أنظار المتكلمين، فأعلم ذلك لتميز به بين الفنين (يقصد علم الكلام والفلسفة) فإنهما يختلطان عند المتأخرين في الوضع والتأليف، والحق معايرة كل منهما لصاحبه بالموضوع والمسائل».

#### أما من ناحية المنهج
فنجد الفلاسفة يغالون في استخدام العقل، فحرروا العقل من كل قيد، وأخذوا بأحكامه، روفضوا ما عداها، ونظروا في النصوص الدينية فإن وجدوها على وفاق معهم قبلوها، وإن وجدوها على خلاف ما انتهوا إليه صرفوها عن ظاهرها، وحملوها على المعنى الذي انتهى إليه بحثهم. وهناك خلاف واضح بين منهج المتكلمين ومنهج الفلاسفة وهو في درجة استخدامهم للعقل في مجال القضايا الدينية. ولقد عبر طاش كبرى زاده عن ذلك بقوله: «المتكلم يستند إلى ما جاء به الدين من اعتقادات، ثم يلتمس الحجج العقلية التي تدعمه، أما الفيلسوف فيبحث بعقله، ويرى حقاً ما توصل إليه من دليل، المتكلم يعتقد ثم يستدل، أما الفيلسوف فيستدل ثم يعتقد». ويقول ابن خلدون: أنه إذا هدانا الشارع إلى مدرك فينبغي أنه نقدمه على مداركنا ونثق به دونها، ولا ننظر في تصحيحه بمدارك العقل، ولو عارضه، بل نعتمد ما أمرنا به اعتقاداً، ونسكت عما لم نفهم من ذلك، نفوضه إلى الشارع ونعزل العقل عنه. على أن هناك فرقاً ثالثاً يتعلق بالمادة: فمادة الفلاسفة - في معظمها - مادة استمدوها من الفلسفة اليونانية التي اعتمدوا عليها اعتماداً كبيراً. أما مادة المتكلمين، فمصدرهم الأول هو القرآن ثم الحديث النبوي، والنقاش العقلي الذاتي حولهما، ولا يعولون على المصادر الأجنبية والدخيلة إلا قليلاً، وفي مواضع لا تتعارض مع العقيدة، بل تكون وسيلة للدفاع عنها، وهذا يدل دلالة قاطعة على أصالة علم الكلام.

### الفرق بين المتكلمين والفلاسفة المسلمين
اعتمد المتكلمون علم المنطق أساسا لتفكيرهم فكان منهجهم يقوم على ما يلي:
- أقر المتكلمون بصحة قواعد الإيمان، وامنوا بها، ثم اتخذوا أدلتهم العقلية للبرهنة عليها، فهم يعتمدون البحث العقلي بالأسلوب المنطقي لإثبات صحة عقيدتهم.
- إن أبحاث المتكلمين محصورة فيما يتعلق بالدفاع عن عقيدتهم، ودحض حجج خصومهم، سواء أكانوا مسلمين يخالفونهم في الفهم، من قدرية ومرجئة وخوارج وغيرهم، أم كانوا غير مسلمين كالنصارى واليهود وغيرهم.

أما منهج الفلاسفة فإنه يتلخص فيما يلي:
- إن الفلاسفة يبحثون المسائل بحثا مجردا. ومنهاج بحثهم هو النظر في المسائل، كما يدل عليها البرهان. ونظرتهم بشأن الذات الإلهية نظرة في الوجود المطلق، وما يقتضيه لذاته. وهم يبدأون النظر في المسألة، ثم ينظرون إلى ما يؤدي إليه البرهان، في سيرهم للوصول إلى النتيجة، كائنة ما كانت، فيعتقدون بها. وهذا يعني أن بحثهم بحث فلسفي محض لا علاقة له بالإسلام. والفلاسفة المسلمون كانوا في كثير من أبحاثهم يسلمون بالأشياء الغيبية التي لا يمكن إقامة البرهان العقلي على صحتها أو بطلانها، كالبعث والنشور والمعاد الجسماني. وكثيرا ما كانوا يحاولون التوفيق بين بعض قضايا الفلسفة والقضايا الإسلامية، ولكن ليس عندهم تأثر فكري يجعل الإسلام أساسا، كما هي الحال عند المتكلمين. إنما تأثرهم تأثر يشبه إلى حد بعيد تأثر الفلاسفة المسيحيين بالمسيحية، والفلاسفة اليهود باليهودية، وهو تأثر، بالديانتين، ضعيف. أما الفلاسفة المسلمون فقد كان تأثرهم الحقيقي بالفلسفة اليونانية، ولذلك لم يكتبوا أفكارهم الفلسفية إلا بعد تعمقهم في الفلسفة اليونانية.
- لم يكن كل هم الفلاسفة المسلمين الدفاع عن الإسلام لأنهم كانوا يقفون عند تقرير الحقائق ثم يبرهنون عليها، ولا يدخلون في حكاية الأقوال المخالفة والرد عليها، دفاعا عن الإسلام، وإن كانوا قد تأثروا بها بعض التأثر. ولذلك كان البحث العقلي هو الأصل وهو الموضوع، ولا يوجد غيره في بحوثهم.
- إن كثيرا من أبحاث الفلاسفة المسلمين أبحاث غير إسلامية، بل هي أبحاث فلسفية، لا علاقة للإسلام بها.

هذا هو الفرق بين منهج المتكلمين المسلمين ومنهج الفلاسفة المسلمين. ومن الظلم والدس على الإسلام أن تسمى الفلسفة، التي اشتغل فيها من أطلقت عليهم تسمية «الفلاسفة المسلمين» أمثال الكندي والفارابي وابن سينا وابن رشد، وغيرهم.. فلسفة إسلامية، لأنها لا تمت إلى الإسلام بصلة. بل هي تتناقض مع الإسلام تناقضا تاما، من حيث الأساس، أو من حيث التفاصيل الكثيرة. أما من حيث الأساس فإن أولئك الفلاسفة المسلمين قد بحثوا فيما وراء الكون، أي في الوجود المطلق، بخلاف الإسلام الذي يحصر البحث في صفات الكون وتراكيبه، وفي المحسوسات. وأما من حيث التفاصيل فإن لدى أولئك الفلاسفة المسلمين أبحاثا كثيرة، يعتبرها الإسلام ضلالا كالقول بقِدَم العالم، وأنه أزلي، وأبحاثا تقول إن نعيم الجنة روحاني لا مادي، وأبحاثا تقول: إن الله يجهل الجزئيات، وغير ذلك، مما هو كفر صراح في نظر الإسلام.

## أهم الفرق الكلامية

### فرق كلامية سنية
الفرق الكلامية التي تنتسب لمذهب أهل السنة والجماعة هي:
1. الكلابية.
2. والأشاعرة.
3. والماتريدية.
4. والظاهرية وهم متكلمي أهل الحديث، وهي تمثل مع الحنابلة النزعة النصية، بينما يعتبر الأشاعرة والماتريدية متكلمي أهل الرأي بين المنتمين إلى السنة. وتعتبر الظاهرية - كمذهب في العقيدة والفقه - هي المقابل التام للنزعة الباطنية التي سادت عند الشيعة وخاصة الإسماعيلية، وظهر لون منها عند صوفية أهل السنة، كما أنها تعادي الإسراف في استخدام الرأي والعقل في أمور الشرع، وتنكر «القياس» في التفكير الديني. ولكن من الخطأ أن يظن أنها حشوية تعادي العقل وتصادره، وبرغم أنها قد تبدو برفضها للقياس أدنى إلى النص من الحنابلة فإن النزعة العقلية عند الظاهرية - كما يمثلها ابن حزم - أوضح منها لدى بعض الحنابلة.[104]

### فرق كلامية غير سنية
ومن أهم الفرق الكلامية الأخرى المخالفة لمذهب أهل السنة:
1. الشيعة.
2. والخوارج.
3. والقدرية.
4. والجبرية.
5. والمرجئة.
6. والجهمية.
7. والمعتزلة.
8. والكرامية.
9. والسالمية.

## موقف العلماء من علم الكلام

### موقف أبي حنيفة من علم الكلام
هو أبو حنيفة النعمان بن ثابت، ولد سنة 80 هـ على أرجح الأقوال، وتوفى سنة 150 هـ وقد اشتهر أبو حنيفة بالفقه وهو أحد أئمة الفقه الأربعة أصحاب المذاهب الفقهية المشهورة والمنتشرة في كافة بقاع الأرض، وهو أول متكلم سني في الإسلام، وأول ممثل حقيقي لمذهب أهل السنة والجماعة. درس علم الكلام بالبصرة وكانت ملتقى النِحَل والآراء وبلغ فيه مبلغاً عالياً. وقد أطلق أبو حنيفة اسم الفقه الأكبر على الاعتقادات مقابلاً للفقه الأصغر الذي أطلقه على العبادات. والشك تطرق إلى كتاب الفقه الأكبر في صحة نسبه إلى أبي حنيفة لأنه يحتج على الأشعري والأشعرية وهي متأخرة عن أبي حنيفة قرنين من الزمان. وفي بعض الروايات أن الفقه الأكبر ليس ما بين أيدينا، إنما هو كتاب في الفقه حوى نحو ستين ألف مسألة. وكانت أقوال مقاتل بن سليمان (150 هـ) في التشبيه والتجسيم قد انتشرت في هذا الوقت في خراسان، فأعلن أبو حنيفة تنزيهه الله - سبحانه وتعالى - عن مشابهة المخلوقات لقوله تعالى: (ليس كمثله شيء). وأبو حنيفة أول من وضع الفروق الدقيقة بين صفات الذات وصفات الفعل. ومسألة خلق القرآن قد أثيرت في عهده، وقد صرح في الفقه الأكبر أن كلام الله غير مخلوق وكلام موسى وغيره من المخلوقين مخلوق والقرآن كلام الله وهو قديم. وقد كان أبو حنيفة أول القائلين بالمذهب الكسبي الذي سيكون سمة لأهل السنة والجماعة، ويورد الملا علي القاري نصوصاً متعددة عن الإمام أبي حنيفة من كتاب الوصية تثبت إيمانه بنظرية الكسب وأنه أول من وضعها، فيقول القاري: «...وجميع أفعال العباد من الحركة والسكون كسبهم على الحقيقة والله تعالى خالقها وهي كلها بمشيئته وعلمه وقضائه وقدره».
وهناك موقفان لأبي حنيفة من علم الكلام، الموقف الأول هو اشتغاله بعلم الكلام، والموقف الثاني هو رجوعه عن الاشتغال بعلم الكلام، ونهيه عن الاشتغال به، ومعظم الروايات قد ذكرت هذين الموقفين، منها ما ذكره الإمام شهاب الدين أحمد بن حجر الهيتمي في «الخيرات الحسان في مناقب الإمام الأعظم أبي حنيفة النعمان». يذكر في موقف أبي حنيفة من علم الكلام أنه في بداية طلبه للعلم، اشتغل بعلم الكلام، وبلغ فيه مبلغاً يشار إليه فيه بالبنان، وأعطى فيه جدلاً، فمضى عليه زمن به يخاصم، وعنه يناضل، حتى دخل البصرة لأن أكثر الفرق كانت بها، يقيم في بعض المرات سنة أو أكثر ينازع تلك الفرق من الخوارج والمعتزلة والروافض وأهل الإرجاء، لأنه كان يعد علم الكلام أرفع العلوم وأفضلها وأشرفها لكونه في أصول الدين. وهذا الموقف يبين تأييد أبي حنيفة لعلم الكلام واشتغاله به. ولقد ناظر الخوراج، وعارض الآراء المخالفة لأهل السنة، ولقد ذكر عنه قوله: «قاتل الله جهم بن صفوان، ومقاتل بن سليمان، هذا أفرط في النفي وهذا أفرط في التشبيه». وهذا يدل على مناصرة أبي حنيفة لآراء أهل السنة، ونقرأ أيضاً في مصنفات أبي حنيفة كـ«العالم والمتعلم» دفاعاً عن علم الكلام، وأيضاً كان مذهبه الفقهي ذو صبغة عقلية يغلب فيه الأخذ بالرأي والقياس وربما كان هذا نتيجة لاشتغاله بعلم الكلام حقبة من الزمن في أول اشتغاله بالعلم. أما الموقف الثاني: وهو معارضة أبي حنيفة لعلم الكلام ونهيه عن الاشتغال به، ويرجع موقف معارضة أبي حنيفة لعلم الكلام إلى كرهه التعمق في الجدل وأن يكون الجدل من أجل الجدل، وأن يقصد به تكفير المخالف، ويتضح ذلك عندما نهى أبو حنيفة ابنه حماد عن الاشتغال بعلم الكلام، فقال له حماد: «رأيتك وأنت تتكلم، فما بالك تنهاني»؟! فقال: «يا بني كنا نتكلم وكل واحد منا كأن الطير على رأسه مخافة أن يزل صاحبه، وأنتم اليوم تتكلمون وكل واحد يريد أن يزل صاحبه ومن أراد أن يزل صاحبه فكأنه أراد أن يكفر، ومن أراد أن يكفر صاحبه فقد كفر قبل أن يكفر صاحبه». وعلى هذا يمكن القول بكراهية أبو حنيفة لنوع معين من علم الكلام، وأنه لا يعارض أن يكون الجدل على قدر الحاجة، أما ما وراء الحاجة فإنه منهي عنه.

### المؤيدون
نجد فريقا من المسلمين أيد الاشتغال بعلم الكلام، ويقف على رأس هؤلاء المؤيدين المتكلمين أنفسهم، وهؤلاء رأوا ضرورة النظر في أصول الدين وإثباتها بالعقل، إذ أن الإيمان القائم على العقل أقوى من الإيمان الذي يقوم على التقليد، وساقوا الأدلة والبراهين على صحة موقفهم وأشاروا إلى ضرورة النظر في مصنفاتهم، بل وأفرد بعضهم كتبا خاصة لأهمية النظر، منها على سبيل المثال استهلال الماتريدي كتابه التوحيد ببيان أن سبيل معرفة الدين تتم بالنظر بجانب العقل، وفي ثنايا كتابه الضخم تأويلات أهل السنة في مواضع كثيرة تأييد لاستخدام النظر في الدين، بل إن هذا الكتاب يقوم على أساس هذه الفكرة، ونجد لأبي الحسن الأشعري كتاب استحسان الخوض في علم الكلام يبين فيه ضرورة النظر في الدين، وأن النظر مأمور به وليس منهياً عنه، ومن بعده نجد الأشاعرة أمثال: الباقلاني والجويني وغيرهما يوضحون أهمية النظر في الدين، وفي فريق المعتزلة نجد دعوة واضحة وصريحة لأهمية النظر، بل تقديمه على النقل والسمع، إذ عليه يتوقف صحة النقل، ونجد ذلك في مؤلفاتهم كما ذكرها القاضي عبد الجبار في «المحيط بالتكليف» و«شرح الأصول الخمسة» وأفرد جزءاً من كتابه «المغني» بعنوان «النظر والمعارف» على بيان أهمية النظر وأنه أول الواجبات على المكلف. ولقد قدم هذا الفريق أدلته العقلية والنقلية منها ما ذكره عضد الدين الإيجي في المواقف:
1. الترقي من حضيض التقليد إلى ذروة الإيقان (يرفع الله الذين آمنوا منكم والذين أوتوا العلم درجات) وأن إيمان المستدل أقوى من إيمان المقلد الذي يكون عرضة للشكوك، ولا يستطيع دفع تلك الشكوك لأنه لا يملك الدليل على صحة إيمانه.
2. إرشاد المسترشدين بإيضاح الحجة وإلزام المعاندين بإقامة الحجة.
3. حفظ قواعد الدين عن أن تزلزلها شبه المبطلين.
4. أنه يبنى عليه العلوم الشرعية فإنه أساسها وإليه يؤول أخذا واقتباسا.
5. صحة النية والاعتقاد، إذ بها يرجى قبول العمل وغاية ذلك كله الفوز بسعادة الدارين.

وهذا الفريق يرى أن علم الكلام هو أعلى مرتبة في العلوم، إذ أن موضوعه أعم الأمور وأعلاها وغايته أشرف الغايات وأجداها ودلائله يقينية يحكم بها صريح العقل، وقد تأيدت بالنقل وهي الغاية في الوثاق وهذه هي جهات شرف العلم لا تعدوها، فهو إذن أشرف العلوم. واستند هذا الفريق إلى ما ورد في القرآن في أكثر من موضع في الحث على النظر، وإقامة البرهان والدليل، والتماس العلم والبعد عن الظن.
- الإمام أبو حنيفة في رده على من ذم علم الكلام بحجة أن الصحابة والسلف لم يتعلموه ولم يخوضوا فيه فقال: «وقد ابتلينا بمن يطعن علينا، ويستحل الدماء منا، فلا يسعنا أن لا نعلم من المخطئ منا ومن المصيب، وأن نذب عن أنفسنا وحرمنا، فمثل صحابه النبي الكريم كقوم ليس بحضرتهم من يقاتلهم فلا يتكلفون السلاح، ونحن قد ابتلينا بمن يقاتلنا فلا بد لنا من السلاح» [114]
- قال النووي في شرح صحيح مسلم: «قال العلماء: البدعة خمسة أقسام واجبة ومندوبة ومحرمة ومكروهة ومباحة فمن الواجبة نظم أدلة المتكلمين للرد على الملاحدة المبتدعين وما أشبه ذلك».[115][116]
- قال ابن حجر الهيتمي في الفتاوى الحديثية: الذي صرح به أئمتنا أنه يجب على كل أحد وجوبا عينيا أن يعرف صحيح الاعتقاد من فاسده، ولا يشترط فيه علمه بقوانين أهل الكلام لأن المدار على الاعتقاد الجازم ولو بالتقليد على الأصح. وأما تعليم الحجج الكلامية والقيام بها للرد على المخالفين فهو فرض كفاية، اللهم إلا إن وقعت حادثة وتوقف دفع المخالف فيها على تعلم ما يتعلق بها من علم الكلام أو ءالاته فيجب عينا على من تأهل لذلك تعلمه للرد على المخالفين.[117]
- قال شمس الدين الرملي: التوغل في علم الكلام بحيث يتمكن من إقامة الأدلة وإزالة الشبه فرض كفاية على جميع المكلفين الذين يمكن كلا منهم فعله، فكل منهم مخاطب بفعله لكن إذا فعله البعض سقط الحرج عن الباقين، فإن امتنع جميعهم من فعله أثم كل من لا عذر له ممن علم ذلك وأمكنه القيام به.[118]
- قال أبو حامد الغزالي في إحياء علوم الدين: ولم يكن شيء منه - علم الكلام- مألوفا في العصر الأول وكان الخوض فيه بالكلية من البدع ولكن تغير الآن حكمه إذ حدثت البدعة الصارفة عن مقتضى القرآن والسنة ونجت جماعة لفقهوا لها شبها ورتبوا فيها كلاما مؤلفا فصار ذلك المحذور بحكم الضرورة مأذونا فيه بل صار من فروض الكفايات وهو القدر الذي يقابل به المبتدع إذا قصد الدعوة إلى البدعة.[119] وقال أيضا: فإذن علم الكلام صار من جملة الصناعات الواجبة على الكفاية حراسة لقلوب العوام عن تخيلات المبتدعة.[120]
- قال شمس الدين السمرقندي في الصحائف الإلهية: «فإن العلوم وإن تنوع أقسامها لكن أشرفها مرتبة وأعلاها منزلة هو العلم الإلهي الباحث بالبراهين القاطعة والحجج الساطعة عن أحوال الألوهية وأسرار الربوبية التي هي المطالب العليا والمقاصد القصوى من العلوم الحقيقية، والمعارف اليقينية إذ بها يتوصل إلى معرفة ذات الله تعالى وصفاته، وتصور صنعه ومصنوعاته، وهو مع ذلك مشتمل على أبحاث شريفة ونكات لطيفة بها تستعد النفس لتحقيق الحقائق، وتستبد بتدقيق الدقائق».[121]
- ويقول محمد السيد البرسيجي في تحقيقه لكتاب بحر الكلام للإمام أبي المعين النسفي: "والذين ينكرون على أهل السنة والجماعة من الأشعرية والماتريدية اشتغالهم بعلم الكلام ماذا يريدون منهم؟ هل يريدون منهم أن يتركوا علم الكلام الذي ينزه الحق تبارك وتعالى عن صفات المخلوقات والمحدثات، ويشتغل بكلام المشبهة والمجسمة من الذين ينتسبون زوراً إلى السلف، والذي ينفر منه كل ذي طبع سليم، فأين كلام هؤلاء المشبهة والمجسمة من كلام أئمة أهل السنة والجماعة؟! يقول الإمام الماتريدي متحدثاً عن ذات الله تعالى: «وإذا ثبت القول بوحدانية الله تعالى والألوهية له - لا على جهة وحدانية العدد، إذ كل واحد في العدد له أنصاف وأجزاء - لزم القول بتعاليه عن الأشباه والأضداد، إذ في إثبات الضد نفي إلهيته، وفي التشابه نفي وحدانيته، إذ الخلق كلهم تحت اسم الأشكال والأضداد، وهما علما احتمال الفناء والعدم ونفي التوحيد عن الخلق. والله تعالى واحد لا شبيه له، دائم قائم لا ضد له ولا ند، وهذا تأويل قوله تعالى: {ليس كمثله شيء وهو السميع البصير} [الشورى: 11].»[122] وانظر إلى قول اللامشي في كتابه "التمهيد لقواعد التوحيد" متحدثاً عن نفي الجسم والصورة عن الله تعالى حيث قال ما صورته: «وإذا ثبت أن الله تعالى لا يوصف بالجسم، فلا يوصف بالصورة أيضاً؛ لأن الصورة لا وجود لها بدون التركيب. وقال بعض المجسمة ممن ذكرنا أساميهم: إن الله تعالى على صورة الآدمي، وله من الأعضاء ما للآدمي، وإنه على صورة شيخ أبيض اللحية، وقال بعضهم: إنه على صورة غلام أمرد له شعر جعد قطط. وحُكِيَ عن هشام بن الحكم أنه قال: إنه كالسبيكة الصافية يتلألأ. وفي كل ما قالوا إثبات كونه محدثاً. وقد نفينا ذلك بحمد الله تعالى.»[123] فقارن بين كلام أهل السنة والجماعة من الماتريدية والأشعرية وكلام غيرهم من المجسمة لتعرف الفرق ﴿فأي الفريقين أحق بالأمن إن كنتم تعلمون﴾ [الأنعام: 81].[124]

وقد عقد ابن عساكر في كتابه تبيين كذب المفتري فصلاً في الكلام على من زعم أن علم الكلام بدعة وردوده عليه. وفيه يذكر أن الإمام الشافعي كان يكره كلام أهل الأهواء والبدع، أما الكلام الموافق للكتاب والسنة الموضّح لحقائق الأصول عند ظهور الفتنة فهو محمود عنده وقد كان الشافعي يحسنه وبلغ فيه مبلغاً عظيماً. وكراهية الشافعي لعلم الكلام لم تكن تنصرف إليه كعلم، وإنما تنصرف إلى كلام القدرية وأهل الأهواء والبدع. وقد روي عنه أنه ناظر حفص الفرد في الإيمان وخلق القرآن. ويروي ابن عساكر عن الشافعي أنه كان يجيد علم الكلام بقوله: «لقد دخلت فيه حتى بلغت منه مبلغاً وما تعاطيت شيئاً إلا وبلغت فيه مبلغاً حتى الرمي كنت أرمي بين الغرضين فأصيب من عشرة تسعة». وهذا دليل على أنه تعلم الكلام وبلغ فيه مبلغاً عظيماً، ثم استحب ترك المناظرة فيه لأنه خشى أن يحل الكلام والجدل محل الكتاب والسنة خاصة وأن علم الكلام في عصره كان على طريقة المعتزلة من المبالغة القصوى في استخدام العقل في أمور العقيدة، فكان يخشى أن يتحول الدين إلى قضايا عقلية فلسفية وبراهين منطقية وهذا ما حدث بالفعل. والشيخ محمد أبو زهرة يقول عن الإمام الشافعي: «وليس الشافعي العاقل هو الذي ينهي عن أمر لا يعرف موضوعه ولا يتصوره، إذ الحكم على شيء فرع عن تصوره».
وقد أورد الشيخ محمد أبو زهرة بعض آراء الشافعي في مسائل الكلام باختصار في قوله عن الشافعي: «كان يقول أن القرآن كلام الله غير مخلوق ويعتقد برؤية الله يوم القيامة ويؤمن بالقضاء والقدر خيره وشره وأن الإيمان تصديق وعمل ولذلك يزيد وينقص ويرى أن الإمامة لابد منها وأنها في قريش وكان يرى أبا بكر أحق بالخلافة من علي رضي الله عنه ويرى أن معاوية وأصحابه كانوا الفئة الباغية وقد أخذ بسيرة علي في معاملة البغاة في كتابه الأم». ويرى محمد أبو زهرة أن الشافعي إذا كان كره الكلام وذم المتكلمين فلم يكن ذلك إلا أنه أراد المعتزلة بالذم لمغالاتهم في الكلام وتطرفهم في استخدام العقل في الدين، فيقول أبو زهرة في كتابه عن الشافعي: «إذا سمعت الشافعي وابن حنبل وغيرهما يذمون علم الكلام ومن يأخذ العلم على طريقة المتكلمين فإنما أرادوا المعتزلة بذمهم».
ويرى أهل السنة والجماعة أن سند مذهبهم إنما يعود إلى علي بن أبي طالب ويعتبرونه أول متكلميهم ويذكرون أنه ناظر الخوارج في مسألة الوعد والوعيد وناظر القدرية في المشيئة والاستطاعة، ثم عبد الله بن عمر وقد ورد عنه أنه تبرأ من معبد الجهني في نفيه القدر. ويتدرج الدكتور علي سامي النشار من عبد بن عمر إلى عمر بن عبد العزيز (ت 101 هـ)، فالحسن البصري (ت 110 هـ)، فزيد بن علي (ت 122 هـ)، ويذكر كذلك عامر الشعبي (ت 105 هـ)، ثم ابن شهاب الزهري (ت 124 هـ)، ويلي هذه الطبقة مباشرة الإمام جعفر الصادق (ت 148 هـ). ويجعل عبد القاهر البغدادي أول المتكلمين من الفقهاء أبو حنيفة النعمان ثم محمد بن إدريس الشافعي، ويذكر أن لكل منهما كتاباً في الرد على القدرية. وما ذهب إليه البغدادي من اعتبار أبي حنيفة والشافعي أصحاب كلام صحيح لأننا نستطيع أن نجد عندهما مذهباً كلامياً متناسقاً.
| علم الكلام | اعلم أنه سبحانه لما أمر بعبادة الرب أردفه بما يدل على وجود الصانع وهو خلق المكلفين وخلق من قبلهم، وهذا يدل على أنه لا طريق إلى معرفة الله تعالى إلا بالنظر والاستدلال وطعن قوم من الحشوية في هذه الطريقة وقالوا الاشتغال بهذا العلم بدعة ولنا في إثبات مذهبنا وجوه نقلية وعقلية وههنا ثلاث مقامات: المقام الأول: في بيان فضل هذا العلم وهو من وجوه: أحدها: أن شرف العلم بشرف المعلوم فمهما كان المعلوم أشرف كان العلم الحاصل به أشرف فلما كان أشرف المعلومات ذات الله تعالى وصفاته وجب أن يكون العلم المتعلق به أشرف العلوم. وثانيها: أن العلم إما أن يكون دينياً أو غير ديني، ولا شك أن العلم الديني أشرف من غير الديني، وأما العلم الديني فإما أن يكون هو علم الأصول، أو ما عداه، أما ما عداه فإنه تتوقف صحته على علم الأصول، لأن المفسر إنما يبحث عن معاني كلام الله تعالى، وذلك فرع على وجود الصانع المختار المتكلم، وأما المحدث فإنما يبحث عن كلام رسول الله صلى الله عليه وسلم وذلك فرع على ثبوت نبوته صلى الله عليه وسلم، والفقيه إنما يبحث عن أحكام الله، وذلك فرع على التوحيد والنبوة، فثبت أن هذه العلوم مفتقرة إلى علم الأصول، والظاهر أن علم الأصول غني عنها فوجب أن يكون علم الأصول أشرف العلوم. وثالثها: أن شرف الشيء قد يظهر بواسطة خساسة ضده، فكلما كان ضده أخس كان هو أشرف وضد علم الأصول هو الكفر والبدعة، وهما من أخس الأشياء، فوجب أن يكون علم الأصول أشرف الأشياء. ورابعها: أن شرف الشيء قد يكون بشرف موضوعه وقد يكون لأجل شدة الحاجة إليه، وقد يكون لقوة براهينه، وعلم الأصول مشتمل على الكل وذلك لأن علم الهيئة أشرف من علم الطب نظراً إلى أن موضوع علم الهيئة أشرف من موضوع علم الطب، وإن كان الطب أشرف منه نظراً إلى أن الحاجة إلى الطب أكثر من الحاجة إلى الهيئة، وعلم الحساب أشرف منهما نظراً إلى أن براهين علم الحساب أقوى. أما علم الأصول فالمطلوب منه معرفة ذات الله تعالى وصفاته وأفعاله، ومعرفة أقسام المعلومات من المعدومات والموجودات، ولا شك أن ذلك أشرف الأمور، وأما الحاجة إليه فشديدة لأن الحاجة إما في الدين أو في الدنيا، أما في الدين فشديدة لأن من عرف هذه الأشياء استوجب الثواب العظيم والتحق بالملائكة، ومن جهلها استوجب العقاب العظيم والتحق بالشياطين. وأما في الدنيا فلأن مصالح العالم إنما تنتظم عند الإيمان بالصانع والبعث والحشر، إذ لو لم يحصل هذا الإيمان لوقع الهرج والمرج في العالم، وأما قوة البراهين فبراهين هذا العلم يجب أن تكون مركبة من مقدمات يقينية تركيباً يقينياً وهذا هو النهاية في القوة فثبت أن هذا العلم مشتمل على جميع جهات الشرف والفضل فوجب أن يكون أشرف العلوم. وخامسها: أن هذا العلم لا يتطرق إليه النسخ ولا التغيير، ولا يختلف باختلاف الأمم والنواحي بخلاف سائر العلوم، فوجب أن يكون أشرف العلوم. وسادسها: أن الآيات المشتملة على مطالب هذا العلم وبراهينها أشرف من الآيات المشتملة على المطالب الفقهية بدليل أنه جاء في فضيلة ﴿قل هو الله أحد﴾ [الإخلاص: 1] و ﴿آمن الرسول﴾ [البقرة: 285] وآية الكرسي ما لم يجئ مثله في فضيلة قوله: ﴿ويسألونك عن المحيض﴾ [البقرة: 222] وقوله: ﴿ياأيها الذين آمنوا إذا تداينتم بدين﴾ [البقرة: 282] وذلك يدل على أن هذا العلم أفضل. وسابعها: أن الآيات الواردة في الأحكام الشرعية أقل من ستمائة آية، وأما البواقي ففي بيان التوحيد والنبوة والرد على عبدة الأوثان وأصناف المشركين، وأما الآيات الواردة في القصص فالمقصود منها معرفة حكمة الله تعالى وقدرته على ما قال: ﴿لقد كان في قصصهم عبرة لأولي الألباب﴾ [يوسف: 111] فدل ذلك على أن هذا العلم أفضل، ونشير إلى معاقد الدلائل: أما الذي يدل على وجود الصانع فالقرآن مملوء منه. أولها: ما ذكر ههنا من الدلائل الخمسة وهي خلق المكلفين وخلق من قبلهم، وخلق السماء وخلق الأرض، وخلق الثمرات من الماء النازل من السماء إلى الأرض، وكل ما ورد في القرآن من عجائب السماوات والأرض، فالمقصود منه ذلك، وأما الذي يدل على الصفات. أما العلم فقوله: ﴿إن الله لا يخفى عليه شيء في الأرض ولا في السماء﴾ [آل عمران: 5] ثم أردفه بقوله: ﴿هو الذي يصوركم في الأرحام كيف يشاء﴾ [آل عمران: 6] وهذا هو عين دليل المتكلمين فإنهم يستدلون بأحكام الأفعال واتقانها على علم الصانع، وههنا استدل الصانع سبحانه بتصوير الصور في الأرحام على كونه عالماً بالأشياء، وقال: ﴿ألا يعلم من خلق وهو اللطيف الخبير﴾ [الملك: 14] وهو عين تلك الدلالة وقال: ﴿وعنده مفاتح الغيب لا يعلمها إلا هو﴾ [الأنعام: 59] وذلك تنبيه على كونه تعالى عالماً بكل المعلومات، لأنه تعالى مخبر عن المغيبات فتقع تلك الأشياء على وفق ذلك الخبر، فلولا كونه عالماً بالمغيبات وإلا لما وقع كذلك، وأما صفة القدرة فكل ما ذكر سبحانه من حدوث الثمار المختلفة والحيوانات المختلفة مع استواء الكل في الطبائع الأربع فذاك يدل على كونه سبحانه قادراً مختاراً لا موجباً بالذات، وأما التنزيه فالذي يدل على أنه ليس بجسم، ولا في مكان قوله: ﴿قل هو الله أحد﴾ فإن المركب مفتقر إلى أجزائه والمحتاج محدث، وإذا كان أحداً وجب أن لا يكون جسماً وإذا لم يكن جسماً لم يكن في المكان، وأما التوحيد فالذي يدل عليه قوله: ﴿لو كان فيهما آلهة إلا الله لفسدتا﴾ و[الأنبياء: 22] قوله: ﴿إذا لابتغوا إلى ذي العرش سبيلا﴾ [الإسراء: 42] وقوله: ﴿ولعلا بعضهم على بعض﴾ [المؤمنون: 91] وأما النبوة فالذي يدل عليها قوله ههنا: ﴿وإن كنتم في ريب مما نزلنا على عبدنا فأتوا بسورة من مثله﴾ [البقرة: 23] وأما المعاد فقوله: ﴿قل يحييها الذي أنشأها أول مرة﴾ [يس: 79] وأنت لو فتشت علم الكلام لم تجد فيه إلا تقرير هذه الدلائل والذب عنها ودفع المطاعن والشبهات القادحة فيها، أفترى أن علم الكلام يذم لاشتماله على هذه الأدلة التي ذكرها الله أو لاشتماله على دفع المطاعن والقوادح عن هذه الأدلة ما أرى أن عاقلاً مسلماً يقول ذلك ويرضى به. وثانيها: أن الله تعالى حكى الاستدلال بهذه الدلائل عن الملائكة وأكثر الأنبياء، أما الملائكة فلأنهم لما قالوا: ﴿أتجعل فيها من يفسد فيها﴾ [البقرة: 30] كان المراد أن خلق مثل هذا الشيء قبيح، والحكيم لا يفعل القبيح، فأجابهم الله تعالى بقوله: ﴿إني أعلم ما لا تعلمون﴾ والمراد إني لما كنت عالماً بكل المعلومات كنت قد علمت في خلقهم وتكوينهم حكمة لا تعلمونها أنتم، ولا شك أن هذا هو المناظرة، وأما مناظرة الله تعالى مع إبليس فهي أيضاً ظاهرة وأما الأنبياء عليهم السلام فأولهم آدم عليه السلام وقد أظهر الله تعالى حجته على فضله بأن أظهر علمه على الملائكة وذلك محض الاستدلال، وأما نوح عليه السلام فقد حكى الله تعالى عن الكفار قولهم: ﴿قالوا يا نوح قد جادلتنا فأكثرت جدالنا﴾ [هود: 32] ومعلوم أن تلك المجادلة ما كانت في تفاصيل الأحكام الشرعية بل كانت في التوحيد والنبوة، فالمجادلة في نصرة الحق في هذا العلم هي حرفة الأنبياء، وأما إبراهيم عليه السلام فالاستقصاء في شرح أحواله في هذا الباب يطول وله مقامات: أحدها: مع نفسه وهو قوله: ﴿فلما جن عليه الليل رأى كوكبا قال هذا ربي فلما أفل قال لا أحب الآفلين﴾ [الأنعام: 76] وهذا هو طريقة المتكلمين في الاستدلال بتغيرها على حدوثها، ثم إن الله تعالى مدحه على ذلك، فقال: ﴿وتلك حجتنا آتيناها إبراهيم على قومه﴾ [الأنعام: 82]. وثانيها: حاله مع أبيه وهو قوله: ﴿ياأبت لم تعبد ما لا يسمع ولا يبصر ولا يغني عنك شيئا﴾ [مريم: 42]. وثالثها: حاله مع قومه تارة بالقول وأخرى بالفعل، أما بالقول فقوله: ﴿ما هذه التماثيل التي أنتم لها عاكفون﴾ [الأنبياء: 52] وأما بالفعل فقوله: ﴿فجعلهم جذاذا إلا كبيرا لهم لعلهم إليه يرجعون﴾ [الأنبياء: 58]. ورابعها: حاله مع ملك زمانه في قوله: ﴿ربي الذي يحيي ويميت قال أنا أحيي وأميت﴾ [البقرة: 258] إلى آخره، وكل من سلمت فطرته علم أن علم الكلام ليس إلا تقرير هذه الدلائل ودفع الأسئلة والمعارضات عنها، فهذا كله بحث إبراهيم عليه السلام في المبدأ، وأما بحثه في المعاد فقال: ﴿رب أرني كيف تحي الموتى﴾ [البقرة: 260] إلى آخره، وأما موسى عليه السلام فانظر إلى مناظرته مع فرعون في التوحيد والنبوة، أما التوحيد فاعلم أن موسى عليه السلام إنما يعول في أكثر الأمر على دلائل إبراهيم عليه السلام؛ وذلك لأن الله تعالى حكى في سورة طه: ﴿قال فمن ربكما ياموسى قال ربنا الذي أعطى كل شيء خلقه ثم هدى﴾ [طه: 49، 50] وهذا هو الدليل الذي ذكره إبراهيم عليه السلام في قوله: ﴿الذي خلقني فهو يهدين﴾ [الشعراء: 78] وقال في سورة الشعراء ﴿ربكم ورب آبائكم الأولين﴾ [الشعراء: 26] وهذا هو الذي قاله إبراهيم: ﴿ربي الذي يحيي ويميت﴾ [البقرة: 258] فلما لم يكتف فرعون بذلك وطالبه بشيء آخر قال موسى: ﴿رب المشرق والمغرب﴾ [الشعراء: 28] فهذا ينبهك على أن التمسك بهذه الدلائل حرفة هؤلاء المعصومين، وأنهم كما استفادوها من عقولهم فقد توارثوها من أسلافهم الطاهرين، وأما استدلال موسى على النبوة بالمعجزة ففي قوله: ﴿أولو جئتك بشيء مبين﴾ وهذا هو الاستدلال بالمعجزة على الصدق، وأما محمد عليه الصلاة والسلام فاشتغاله بالدلائل على التوحيد والنبوة والمعاد أظهر من أن يحتاج فيه إلى التطويل، فإن القرآن مملوء منه، ولقد كان عليه السلام مبتلى بجميع فرق الكفار. فالأول: الدهرية الذين كانوا يقولون: ﴿وما يهلكنا إلا الدهر﴾ [الجاثية: 24] والله تعالى أبطل قولهم بأنواع الدلائل. والثاني: الذين ينكرون القادر المختار، والله تعالى أبطل قولهم بحدوث أنواع النبات وأصناف الحيوانات مع اشتراك الكل في الطبائع وتأثيرات الأفلاك، وذلك يدل على وجود القادر. والثالث: الذين أثبتوا شريكا مع الله تعالى، وذلك الشريك إما أن يكون علويا أو سفليا، أما الشريك العلوي فمثل من جعل الكواكب مؤثرة في هذا العالم، والله تعالى أبطله بدليل الخليل في قوله: ﴿فلما جن عليه الليل﴾ [الأنعام: 76] وأما الشريك السفلي فالنصارى قالوا بإلاهية المسيح، وعبدة الأوثان قالوا بإلاهية الأوثان، والله تعالى أكثر من الدلائل على فساد قولهم. الرابع: الذين طعنوا في النبوة وهم فريقان: أحدهما: الذين طعنوا في أصل النبوة وهم الذين حكى الله عنهم أنهم قالوا: ﴿أبعث الله بشرا رسولا﴾ [الإسراء: 94]. والثاني: الذين سلموا أصل النبوة وطعنوا في نبوة محمد صلى الله عليه وسلم، وهم اليهود والنصارى، والقرآن مملوء من الرد عليهم، ثم إن طعنهم من وجوه تارة بالطعن في القرآن فأجاب الله بقوله: ﴿إن الله لا يستحيي أن يضرب مثلا ما بعوضة﴾ [البقرة: 26] وتارة بالتماس سائر المعجزات كقوله: ﴿وقالوا لن نؤمن لك حتى تفجر لنا من الأرض ينبوعا﴾ [الإسراء: 90]، وتارة بأن هذا القرآن نزل نجما نجما، وذلك يوجب تطرق التهمة إليه، فأجاب الله تعالى عنه بقوله: ﴿كذلك لنثبت به فؤادك﴾ [الفرقان: 32]. الخامس: الذين نازعوا في الحشر والنشر، والله تعالى أورد على صحة ذلك وعلى إبطال قول المنكرين أنواعاً كثيرة من الدلائل. السادس: الذين طعنوا في التكليف تارة بأنه لا فائدة فيه، فأجاب الله عنه بقوله: ﴿إن أحسنتم أحسنتم لأنفسكم وإن أسأتم فلها﴾ [الإسراء: 7]، وتارة بأن الحق هو الجبر، وأنه ينافي صحة التكليف، وأجاب الله تعالى عنه بأنه ﴿لا يسأل عما يفعل وهم يسألون﴾ [الأنبياء: 23]، وإنما اكتفينا في هذا المقام بهذه الإشارات المختصرة؛ لأن الاستقصاء فيها مذكور في جملة هذا الكتاب، وإذا ثبت أن هذه الحرفة هي حرفة كل الأنبياء والرسل علمنا أن الطاعن فيها إما أن يكون كافرا أو جاهلا. المقام الثاني: في بيان أن تحصيل هذا العلم من الواجبات، ويدل عليه المعقول والمنقول. أما المعقول: فهو أنه ليس تقليد البعض أولى من تقليد الباقي، فأما أن يجوز تقليد الكل فيلزمنا تقليد الكفار، وإما أن يوجب تقليد البعض دون البعض فيلزم أن يصير الرجل مكلفاً بتقليد البعض دون البعض من غير أن يكون له سبيل إلى أنه لم قلد أحدهما دون الآخر، وإما أن لا يجوز التقليد أصلاً وهو المطلوب، فإذا بطل التقليد لم يبق إلا هذه الطريقة النظرية. وأما المنقول فيدل عليه الآيات والأخبار، أما الآيات: فأحدها: قوله: ﴿ادع إلى سبيل ربك بالحكمة والموعظة الحسنة وجادلهم بالتي هي أحسن﴾ [النحل: 125]، ولا شك أن المراد بقوله بالحكمة أي بالبرهان والحجة، فكانت الدعوة بالحجة والبرهان إلى الله تعالى مأموراً بها، وقوله: ﴿وجادلهم بالتي هي أحسن﴾ ليس المراد منه المجادلة في فروع الشرع لأن من أنكر نبوته فلا فائدة في الخوض معه في تفاريع الشرع، ومن أثبت نبوته فإنه لا يخالفه، فعلمنا أن هذا الجدال كان في التوحيد والنبوة، فكان الجدال فيه مأموراً به ثم إنا مأمورون باتباعه عليه السلام لقوله: ﴿فاتبعوني يحببكم الله﴾ [آل عمران: 31]، ولقوله: ﴿لقد كان لكم في رسول الله أسوة حسنة﴾ [الأحزاب: 21]، فوجب كوننا مأمورين بذلك الجدال. وثانيها: قوله تعالى: ﴿ومن الناس من يجادل في الله بغير علم﴾ [الحج: 3، 8 لقمان: 20] ذم من يجادل في الله بغير علم وذلك يقتضي أن المجادل بالعلم لا يكون مذموماً بل يكون ممدوحاً وأيضاً حكى الله تعالى ذلك عن نوح في قوله: ﴿قالوا يانوح قد جادلتنا فأكثرت جدالنا﴾ [هود: 32]. وثالثها: أن الله تعالى أمر بالنظر فقال: ﴿أفلا يتدبرون القرآن﴾ [النساء: 82]، ﴿أفلا ينظرون إلى الإبل كيف خلقت﴾ [الغاشية: 17]، ﴿سنريهم آياتنا في الآفاق وفي أنفسهم﴾ [فصلت: 53]، ﴿أولم يروا أنا نأتي الأرض ننقصها من أطرافها﴾ [الرعد: 41]، ﴿قل انظروا ماذا في السماوات والأرض﴾ [يونس: 101]، ﴿أولم ينظروا في ملكوت السماوات والأرض﴾ [الأعراف: 185]. ورابعها: أن الله تعالى ذكر التفكر في معرض المدح فقال: ﴿إن في ذلك لذكرى لأولي الألباب﴾ [الزمر: 21]، ﴿إن في ذلك لعبرة لأولي الأبصار﴾ [آل عمران: 13]، ﴿إن في ذلك لآيات لأولي النهى﴾ [طه: 54، 128]، وأيضا ذم المعرضين فقال: ﴿وكأين من آية في السماوات والأرض يمرون عليها وهم عنها معرضون﴾ [يوسف: 105]، ﴿لهم قلوب لا يفقهون بها﴾ [الأعراف: 179]. وخامسها: أنه تعالى ذم التقليد ، فقال حكاية عن الكفار: ﴿وكذلك ما أرسلنا من قبلك في قرية من نذير﴾ [الزخرف: 23]، وقال: ﴿بل نتبع ما وجدنا عليه آباءنا﴾ [لقمان: 21]، وقال: ﴿بل وجدنا آباءنا كذلك يفعلون﴾ [الشعراء: 74]، وقال: ﴿إن كاد ليضلنا عن آلهتنا لولا أن صبرنا عليها﴾ [الفرقان: 42]، وقال عن والد إبراهيم عليه السلام: ﴿لئن لم تنته لأرجمنك واهجرني مليا﴾ وكل ذلك يدل على وجوب النظر والاستدلال والتفكر وذم التقليد، فمن دعا إلى النظر والاستدلال كان على وفق القرآن ودين الأنبياء، ومن دعا إلى التقليد كان على خلاف القرآن وعلى وفاق دين الكفار. وأما الأخبار ففيها كثرة، ولنذكر منها وجوهاً: أحدها: ما روى الزهري عن سعيد بن المسيب عن أبي هريرة قال: «جاء رجل من بني فزارة إلى النبي صلى الله عليه وسلم، فقال إن امرأتي وضعت غلاماً أسود فقال له هل لك من إبل، فقال: نعم قال: فما ألوانها قال حمر قال: فهل فيها من أورق؟ قال: نعم. قال: فأنى ذلك، قال: عسى أن يكون قد نزعه عرق قال: وهذا عسى أن يكون نزعه عرق» واعلم أن هذا هو التمسك بالإلزام والقياس. وثانيها: عن أبي هريرة قال: قال عليه الصلاة والسلام: "قال الله تعالى: كذبني ابن آدم ولم يكن له أن يكذبني، وشتمني ابن آدم ولم يكن له أن يشتمني. أما تكذيبه إياي فقوله: لن يعيدني كما بدأني، وليس أول خلقه بأهون على من إعادته، وأما شتمه إياي فقوله: اتخذ الله ولداً وأنا الله الأَحد الصمد لم ألد ولم أولد ولم يكن لي كفواً أحد" فانظر كيف احتج الله تعالى في المقام الأول بالقدرة على الابتداء، على القدرة على الإعادة، وفي المقام الثاني احتج بالأحدية على نفي الجسمية والوالدية والمولودية. وثالثها: روى عبادة بن الصامت أنه عليه السلام قال: "من أحب لقاء الله أحب الله لقاءه، ومن كره لقاء الله كره الله لقاءه" فقالت عائشة: يا رسول الله إنا نكره الموت فذاك كراهتنا لقاء الله؟ فقال عليه السلام: "لا ولكن المؤمن أحب لقاء الله فأحب الله لقاءه، والكافر كره لقاء الله فكره الله لقاءه" وكل ذلك يدل على أن النظر والفكر في الدلائل مأمور به. | علم الكلام |

### المعارضون
وفي مقابل هؤلاء برزت طائفة من العلماء نادت بمنع الخوض في علم الكلام كراهة أو تحريماً، مثلما هو مذهب بعض الفقهاء وأهل الحديث الذين عللوا ذلك بأنه مثار للشبهات والفتن، وطريق للابتداع، ومن أبرزهم:
- أبو حنيفة حظر على طلابه الانخراط في الكلام، واصفا أولئك الذين يمارسونه بأنهم «المتخلفين منها».[133]
- مالك بن أنس الذي أشار إلى الكلام في الدين الإسلامي بأنه «مكروه»،[134] وأشار إلى أن أيا كان من «يسعى إلى معرفة الدين من خلال الكلام أنه منحرف».[135]
- الشافعي قال إنه لا علم له بأن الإسلام يمكن الحصول للفائدة من كتب الكلام، والكلام «ليس من المعرفة»[136][137] وقال «لأن يلقى الله العبد بكل ذنب إلا الشرك خير من أن يلقاه بشيء من الأهواء».[138]
- أحمد بن حنبل تكلم أيضا بقوة ضد الكلام، مشيرا إلى أنه: «لا تكاد ترى أحدا نظر في هذا الرأي إلا وفي قلبه دغل».[139] حتى ذهب لما هو أبعد من ذلك حتى أنه حظر الجلوس مع أناس يمارسون الكلام حتى لو كانوا يدافعون عن السنة،[140] حيث أنه أرشد طلابه للتحذير ضد أي شخص رأوه يمارس الكلام.[141]
- في القرن الحادي والعشرين، انتقاد الكلام أيضا يأتي من الحركة السلفية.

### المحايدون
ونجد فريقا آخر توسط بين المعارضة المطلقة والتأييد المطلق لعلم الكلام وهؤلاء يميزون بين موضوعات علم الكلام، فمنه الكلام المحمود ومنه الكلام المذموم، وأيضا من حيث المشتغلين به والممنوعين من الاشتغال به. والكلام المحمود هو المباحث الخاصة بإثبات الواجب لله تعالى وصفاته والنبوة والمعاد على قانون الإسلام، وهذه المسائل أصل العلوم الشرعية وأساسها وهي تفصيل الإيمان بالله تعالى وملائكته وكتبه ورسله واليوم الآخر على الإيقان والإتقان. وهذه المباحث المذكورة لتقوية الكتاب والسنة لا لمخالفتها فلا حرمة ولا كراهة فيها، بل هي فرض، فمعرفة هذه المباحث على وجه الإجمال فرض عين على كل مسلم وعلى وجه التفصيل من فروض الكفاية. وأيضا فيه حراسة العقيدة على العوام، وحفظها عن التشويشات المبتدعة وهذه من فروض الكفايات، ولقد رأى الغزالي أن دراسة علم الكلام من فروض الكفايات كالقيام بحراسة الأموال وسائر الحقوق كالقضاء والولاية وغيرهما، وليس في مجرد الطباع كفاية تحل شُبه البدعة ما لم تتعلم، فينبغي أن يكون التدريس فيه من فروض الكفايات، لكن ليس من الصواب تدريسه على العوام كتدريس والفقه والتفسير فإن الكلام مثل الدواء، والفقه والتفسير مثل الغذاء، وضرر الغذاء لا يحذر وضرر الدواء محذور. أي أن علم الكلام مباح عند الحاجة إليه في إزالة الشكوك في أصول العقائد والدفاع عن الدين ضد شبه المبتدعين ورد حججهم والكشف عن أمور مخالفة للسنة فلهجوا بها، وكادوا يشوشون عقيدة أهل الحق على أهلها، فأنشأ الله طائفة المتكلمين وحرك دوافعهم لنصرة السنة المأثورة بكلام مرتب يكشف عن تلبيسات أهل البدعة المحدثة على خلاف السنة المأثورة، فمنه نشأ الكلام وأهله. وعلى هذا فإن علم الكلام مباح عند الحاجة، ويجب أن يؤخذ منه بقدر الحاجة وأن يقتصر فيه على الجلي الظاهر وعدم التعمق في الأبحاث والتفريعات.
أما المذموم من علم الكلام فهو الكلام المخالف للكتاب والسنة كإدخال مسائل لا توافق الكتاب والسنة أو إثبات مسائل على وجه لا يوافق الكتاب والسنة.
ويذكر سعد الدين التفتازاني في شرحه على العقائد النسفية طوائف أربعة تمنع من الاشتغال بعلم الكلام وهي تمثل الكلام المذموم:
1. من هو متعصب يقصد به ترويج مذهبه فيحرم لذلك تحقيق الحق في مطالبه.
2. من لم يرزق فطنة تفي بتحصيل اليقين فنظره في مباديه يفضي إلى التشكيك في قواعد الدين فعليه أن يتسم بسمة العاجز، ويتدين بدين العجائز.
3. من هو معوج في الدين مخطئ طريق اليقين، مغرضه من الاشتغال بمقاصده والتمكن من إبطاله ورده.
4. من يتوغل في الخوض في الحكمة فيقع في ظلمات الفلسفة فربما يعجب بفكره ورأيه والحق من ورائه.[144]

وعلى هذا فإن علم الكلام عند هؤلاء ليس محموداً لذاته أو مذموماً لذاته بل هو كما يقول الغزالي: «إن فيه منفعة وفيه مضرة فهو باعتبار منفعته في وقت الانتفاع حلال أو مندوب إليه أو واجب كما يقتضيه الحال وهو باعتبار مضرته في وقت الاستضرار ومحله حرام».

#### علم الكلام المحمود
هو ما كان من أجل تقرير الحق وهو مهنة الأنبياء في الدفاع عن العقيدة، قال تعالى: ﴿قَالُوا يَا نُوحُ قَدْ جَادَلْتَنَا فَأَكْثَرْتَ جِدَالَنَا فَأْتِنَا بِمَا تَعِدُنَا إِنْ كُنْتَ مِنَ الصَّادِقِينَ ۝٣٢﴾ [هود:32] قال الحافظ ابن كثير في تفسيره لهذه الآية: «يقول تعالى مخبراً عن استعجال قوم نوح نقمة الله وعذابه وسخطه، والبلاء موكل بالمنطق: {قالوا يا نوح قد جادلتنا فأكثرت جدالنا} أي: حاججتنا، فأكثرت من ذلك». ويقول الله أيضاً: ﴿ادْعُ إِلَى سَبِيلِ رَبِّكَ بِالْحِكْمَةِ وَالْمَوْعِظَةِ الْحَسَنَةِ وَجَادِلْهُمْ بِالَّتِي هِيَ أَحْسَنُ إِنَّ رَبَّكَ هُوَ أَعْلَمُ بِمَنْ ضَلَّ عَنْ سَبِيلِهِ وَهُوَ أَعْلَمُ بِالْمُهْتَدِينَ ۝١٢٥﴾ [النحل:125] وهذا النوع من الجدل هو أول خطوات الحوار، فقد وردت لفظتا الجدل والحوار في آية واحدة في سورة المجادلة: ﴿قَدْ سَمِعَ اللَّهُ قَوْلَ الَّتِي تُجَادِلُكَ فِي زَوْجِهَا وَتَشْتَكِي إِلَى اللَّهِ وَاللَّهُ يَسْمَعُ تَحَاوُرَكُمَا إِنَّ اللَّهَ سَمِيعٌ بَصِيرٌ ۝١﴾ [المجادلة:1]، فالمرأة هنا تجادل الرسول وتراجعه وتشتكي إلى الله.

#### علم الكلام المذموم
فهو ما يتعلق بالباطل وطلب المغالبة فيه، وقد أشار إليه القرآن في قوله تعالى: ﴿مَا يُجَادِلُ فِي آيَاتِ اللَّهِ إِلَّا الَّذِينَ كَفَرُوا فَلَا يَغْرُرْكَ تَقَلُّبُهُمْ فِي الْبِلَادِ ۝٤﴾ [غافر:4]، وقوله تعالى: ﴿وَمَا نُرْسِلُ الْمُرْسَلِينَ إِلَّا مُبَشِّرِينَ وَمُنْذِرِينَ وَيُجَادِلُ الَّذِينَ كَفَرُوا بِالْبَاطِلِ لِيُدْحِضُوا بِهِ الْحَقَّ وَاتَّخَذُوا آيَاتِي وَمَا أُنْذِرُوا هُزُوًا ۝٥٦﴾ [الكهف:56].
وقد قدم لنا ابن حزم الأندلسي في نهاية كتابه «التقريب لحد المنطق» عرضاً مسهباً لأهم قواعد الجدل وآداب المناظرة، فبيّن الفارق الكبير بين الجدل والسفسطة، وأظهر ضرورة التمييز بين الجدل الممدوح والجدل المذموم. والجدل الممدوح في رأيه واجب الأداء لمن يكون قادراً عليه إحقاقاً للحق، وإقامة للحجة الإسلامية، وهو ذلك الذي أوصانا به الله تعالى في قوله: {ولا تجادلوا أهل الكتاب إلا بالتي هي أحسن إلا الذين ظلموا منهم} فأمر الله عز وجل بضرورة المناظرة، مع الرفق والإنصاف في الجدال، وترك التعسف والبذاء والاستطالة. وأما الجدل المذموم فقد عبر عنه ابن حزم في موضع آخر في كتابه الإحكام في أصول الأحكام، وهو الذي يجادل فيه المجادل من غير علم ولا حجة، أو يجادل بعد أن ظهر الدليل واستقامت الحجة، ولذلك يقسم ابن حزم الجدل المذموم إلى قسمين، فيقول: "المذموم وجهان: أحدهما من جادل بغير علم، والثاني من جادل ناصراً للباطل بشغب وتمويه بعد ظهور الحق إليه وفي هذا بيان أن الحق في واحد وأنه لا شيء إلا ما قامت عليه حجة العقل وهؤلاء المذمومون هم الذين قال الله تعالى فيهم: ﴿أَلَمْ تَرَ إِلَى الَّذِينَ يُجَادِلُونَ فِي آيَاتِ اللَّهِ أَنَّى يُصْرَفُونَ ۝٦٩﴾ [غافر:69] وقوله تعالى: ﴿وَمِنَ النَّاسِ مَنْ يُجَادِلُ فِي اللَّهِ بِغَيْرِ عِلْمٍ وَيَتَّبِعُ كُلَّ شَيْطَانٍ مَرِيدٍ ۝٣﴾ وقوله تعالى: ﴿وَمِنَ النَّاسِ مَنْ يُجَادِلُ فِي اللَّهِ بِغَيْرِ عِلْمٍ وَلَا هُدًى وَلَا كِتَابٍ مُنِيرٍ ۝٨ ثَانِيَ عِطْفِهِ لِيُضِلَّ عَنْ سَبِيلِ اللَّهِ لَهُ فِي الدُّنْيَا خِزْيٌ وَنُذِيقُهُ يَوْمَ الْقِيَامَةِ عَذَابَ الْحَرِيقِ ۝٩﴾ [الحج:8–9] وبقوله تعالى: ﴿مَا يُجَادِلُ فِي آيَاتِ اللَّهِ إِلَّا الَّذِينَ كَفَرُوا فَلَا يَغْرُرْكَ تَقَلُّبُهُمْ فِي الْبِلَادِ ۝٤ كَذَّبَتْ قَبْلَهُمْ قَوْمُ نُوحٍ وَالْأَحْزَابُ مِنْ بَعْدِهِمْ وَهَمَّتْ كُلُّ أُمَّةٍ بِرَسُولِهِمْ لِيَأْخُذُوهُ وَجَادَلُوا بِالْبَاطِلِ لِيُدْحِضُوا بِهِ الْحَقَّ فَأَخَذْتُهُمْ فَكَيْفَ كَانَ عِقَابِ ۝٥﴾ [غافر:4–5] فبين تعالى كما ترى أن الجدال المحرم هو الجدال الذي يجادل به لينصر الباطل ويبطل الحق بغير علم".
وابن حزم يحدثنا في موضع آخر عن هذا النوع من الجدال فيقول إنه ليس أبعد عن جادة الصواب من أولئك الذين يتبجّحون بقدرتهم في الجدل، فيقرر الواحد منهم أنه قادر على أن يجعل الحق باطلاً والباطل حقاً، وأمثال هؤلاء - في رأي ابن حزم - سفلة أرذال، أهل كذب وشر ومخرقة، لأنه ليس في قدرة مخلوق أصلاً أن يحيل الخطأ صواباً، والصواب خطأ، إلا أن يكون من ضعف العقل وقلة العلم بحيث يختلط عليه الحق بالباطل والباطل بالحق، ولعل هذا هو السر في كل تلك الجدليات الفاسدة والشغبيات الساقطة التي طالما حفلت بها مجالس المتناظرين. وأما الشرط الأول لقيام المناظرة -في رأي ابن حزم- فهو أن يكون المتناظران طالبي حقيقة، لا مجرد متصارعين يريد كل واحد منهما أن يكون هو الغالب لا المغلوب! فإذا اتفق أن يكون المتناظران هكذا، فتلك مناظرة فاضلة حميدة العاقبة يوشك أن تنحل عن خير مضمون. وأما إذا كان المتناظران غالطين أو مغالطين، أو كان أحدهما جاهلاً مكابراً، والثاني غالطاً أو مغالطاً، فتلك مناظرة يكثر فيها الشغب والصخب والغضب، ولا يكون فيها منفعة. ومعنى هذا أنه لا بد للمتجادلين من أن يكونا مخلصين في طلب الحق، بحيث لا يبغي واحد منهما بجدله مجرد الانتصار على خصمه، أو الاستطالة عليه بلسانه، بل طلب الحق لذاته، والتزام الإنصاف الذي هو غاية العدل في المناظرة. وابن حزم نفسه يسارع إلى الاعتراف بأنه على استعداد للتخلي عن رأيه، إذا تبيّن له خطأ ما استمسك به، أو صواب ما قال به مُخالفه.

### دفع شبهات حول علم الكلام

كتاب التبيان في الرد على من ذم علم الكلام للشيخ جمال صقر.

تجددت في العصر الحديث دعوات تُلحق علم الكلام بالبدع المنكرة، وأن الاشتغال به حرام لأنه مبني على غير الكتاب والسنة، وأن استمداده من آراء الفلاسفة والوثنيين، وأن الاكتفاء بالكتاب والسنة هو الحصن لطالبي العقيدة الصحيحة. ومن ثم رُمى أهل السنة والجماعة من الأشاعرة والماتريدية بأنهم أهل التعطيل أو أهل التأويل المذموم أو أنهم جهمية، إلى غير ذلك من ألقاب، في محاولة لصرف المسلمين عامة وطلبة العلم خاصة عن مذهب أهل السنة والجماعة، وتعلقت هذه الدعوات بشبهات يحاولون أن يصوٌروا بها علم الكلام كأنه من العلوم المذمومة التي لا تحل دراستها، ولا تحل القراءة فيها، وأن الاكتفاء بنصوص الكتاب والسنة المجردة هي الأصل الأصيل الذي لا بديل عنه ولا سبيل سواه. وينقلون بعض عبارات للسلف الصالح فيها النهي عن الخوض في علم الكلام، ويحملونها على غير وجهها إما لجهل أو لإضلال الناس عن المقاصد الصحيحة لهذه النصوص والعبارات. ومن أمثلة الأقوال التي يستدلون بها قول الإمام الشافعي: «لو عَلِمَ الناس ما في الكلام من الأهواء لفرّوا منه كما يفرون من الأسد، ولأن يلقى الله تعالى العبد بكل ذنب سوى الإشراك بالله خير له من أن يلقاه بشيء من الكلام». وكلام الإمام الشافعي هنا محمول - كما يقول الإمام البيهقي - على كلام المبتدعة كحفص الفرد، وهو من الجبرية، بدليل أن الإمام الشافعي نفسه قد ناظرهم وجادلهم وأقام الحجة عليهم. ويقول الإمام ابن عساكر في كتابه تبيين كذب المفتري ما صورته: «كان الشافعي يحسن الكلام، وقد قال: أحكمنا ذلك قبل هذا، أي الكلام قبل الفقه، وتكلم مع غير واحد ممن ابتدع، وأقام الحجة عليهم وقطع». وكذلك كل ما ورد عن السلف من أمثال هذه الأقوال محمول على كلام من خالف أهل السنة من القدرية والجبرية والمشبهة والمجسمة وغيرهم.
وعلم الكلام قد اشتمل في بعض مباحثه وأبوابه على الفلسفة، وهذا شيء طبيعي إذا نظرنا إلى ظروف نشأة هذا الفن. وحول هذا يقول الإمام التفتازاني في شرحه على العقائد النسفية: «ثم لما نُقلت الفلسفة إلى العربية، وخاض فيها الإسلاميون، حاولوا الرد على الفلاسفة فيما خالفوا فيه الشريعة، فخلطوا بالكلام كثيراً من الفلسفة ليتحققوا مقاصدها فيتمكنوا من إبطالها وهلم جرّا، إلى أن أدرجوا فيه معظم الطبيعيات والإلهيات، وخاضوا في الرياضيات، حتى كاد لا يتميز عن الفلسفة لولا اشتماله على السمعيات، وهذا هو كلام المتأخرين. وبالجملة هو أشرف العلوم، لكونه أساس الأحكام الشرعية ورئيس العلوم الدينية، وكون معلوماته العقائد الإسلامية، وغايته الفوز بالسعادات الدينية والدنيوية، وبراهينه الحجج القطعية المؤيد أكثرها بالأدلة السمعية. وما نُقِل عن بعض السلف من الطعن فيه والمنع عنه فإنما هو للمتعصب في الدين والقاصر عن تحصيل اليقين، والقاصد إفساد عقائد المسلمين، والخائض فيما لا يفتقر إليه من غوامض المتفلسفين. وإلا فكيف يتصور المنع عما هو من أصل الواجبات وأساس المشروعات».
فلم يكن اشتغال علماء الكلام واطلاعهم على مباحث الفلسفة من باب الانصراف عن الكتاب والسنة أو الإعراض عنهما ولكنه من باب استعمال الأدلة العقلية (الفلسفة والمنطق) في إثبات الشريعة والاحتجاج على المنكرين من أهل الفلسفة أنفسهم. لذلك أسس علماء المسلمين هذا الفن، لكي يدفعوا به شبهات المعارضين والمشككين في الإسلام، والذين لا يؤمنون بالكتاب ولا يقرون بنبوة النبي محمد، ولا البعث ولا الحساب.
وقد اشتغل بعلم الكلام كبار علماء الأمة، مثل: أبو حنيفة، والشافعي، والأشعري (وله رسالة بعنوان «استحسان الخوض في علم الكلام»)، والماتريدي، والبيهقي، والقشيري، والباقلاني، وإمام الحرمين الجويني، وحجة الإسلام الغزالي، وفخر الدين الرازي، وناصر الدين البيضاوي، وسيف الدين الآمدي، وعضد الدين الإيجي، وسعد الدين التفتازاني، وفخر الدين الخبيصي، وأبو قاسم الأنصاري، وأبو المعين النسفي، وأبو الوليد الباجي، وأبو إسحاق الإسفراييني، وأبو المظفر الإسفراييني، وعبد القاهر البغدادي، وابن فورك، وابن الجوزي، وابن حزم، وابن خمير السبتي، ومحمد بن يوسف السنوسي، وأحمد الدردير، وإبراهيم اللقاني، وإبراهيم الباجوري، وغيرهم من أئمة المسلمين. فعلم الكلام شأنه شأن سائر علوم الشريعة، يجب على المسلمين وجوباً كفائياً أن يتعلموه حتى يتمكنوا من دفع شبهات المشككين. وقد صنّف الإمام البخاري إمام الحفاظ والمحدثين (ت 256 هـ) كتاب (خلق أفعال العباد)، وصنَّف المحدث نعيم بن حماد (ت 228 هـ) كتاباً في الردّ على الجهمية وغيرهم، وصنَّف المحدّث محمد بن أسلم الطوسي (ت 242 هـ) - وهو من أقران الإمام أحمد - أيضاً في الردّ على الجهمية. وقد ردّ على المعتزلة فأجاد بالتأليف ثلاثة من علماء السنّة من أقران الإمام أحمد بن حنبل، وهم: الحارث المحاسبي، والحسين الكرابيسي، وعبد الله بن سعيد بن كلاب.
- قال الإمام بهاء الدين الإخميمي في (رسالة في الرد على ابن تيمية في مسألة حوادث لا أول لها): "وأما ذم الشافعي وغيره علم الكلام فمُرادهم بعلم الكلام بإجماع المسلمين هو: الكلام النافي عن الله ما عُلِمَ ثبوته له بكتابه عز وجل، أو بسنة نبيه ﷺ، أو بإجماع أمته، أو بدليل عقلي تنتهي مقدماته إلى الضروريات، أو المثبت لله ما لم يُعلَم بواحد من هذه الطرق الأربعة! وأما الكلام المثبِت لما يجب لله، النافي لما يستحيل على الله، المتوقف على ما لم يُعلَم امتثالاً، لِنَهيِه عز وجل عن اتباع الظن، ولقوله ﷺ: "إن الله سَكَت عن أشياء رحمةً بكم غير نسيان فلا تبحثوا عنها«، فلم يَدّعِ تحريمه المطلق إلا مبتدع يخاف أن تُبْطَل شُبهَتُه وأن تُرَد عليه...».[163]

وقد عقب الشيخ سعيد فودة على كلام الإمام الإخميمي فقال:
"وأما الفرقة الأخرى فاحتجوا بأن قالوا: إن المحذور من الكلام إن كان هو لفظ الجوهر والعرض وهذه الاصطلاحات الغريبة التي لم تعهدها الصحابة رضي الله عنهم، فالأمر فيه قريب، إذ ما من علم إلا وقد أُحدِثَ فيه اصطلاحات لأجل التفهيم، كالحديث والتفسير والفقه، ولو عُرِضَ عليهم عبارة: النقض، والكسر، والتركيب، والتعدية، وفساد الوضع.. إلى جميع الأسئلة التي تُورَد على القياس لما كانوا يفقهونه، فإحداث عبارة للدلالة بها على مقصود صحيح، كإحداث آنيةٍ على هيئة جديدة لاستعمالها في مباح. وإن كان المحذور هو المعنى: فنحن لا نعني به إلا معرفة الدليل على حدوث العالم، ووحدانية الخالق وصفاته، كما جاء في الشرع، فمن أين تحرم معرفة الله تعالى بالدليل؟! وإن كان المحذور هو التشغُّب والتعصب والعداوة والبغضاء وما يفضي إليه الكلام، فذلك محرَّم ويجب الاحتراز عنه، كما أن الكِبْر والعجب والرياء وطلب الرياسة مما يفضي إليه علم الحديث والتفسير والفقه، وهو محرَّم يجب الاحتراز عنه، ولكن لا يَمنع من العلم لأجل أدائه إليه. وكيف يكون ذكر الحجة والمطالبة بها والبحث عنها محظوراً وقد قال الله تعالى: (قل هاتوا برهانكم...)  [البقرة: 111]....
وخلاصة البحث في هذه المسألة هو ما لخَّصه العلامة الزبيدي من كلام الإمام الشافعي رحهمها الله تعالى، فقال في "إتحاف السادة المتقين بشرح إحياء علوم الدين": قال الشافعي: "كل متكلم على الكتاب والسنة فهو الجد وما سواه الهذيان". فكل كلام يخالف الكتاب والسنة فهو هذيان، وكل كلام يوافقهما فهو الجد، وكلام أهل السنة كما علمت موافق للكتاب والسنة، فهو الجد بلا شك، انتهي. وقد أشار العلامة السعد في "شرح العقائد النسفية"، إلى أن ذم العلماء المتقدمين - كالشافعي - لعلم الكلام إنما هو متوجه على من يتكلم مخالفاً للكتاب والسنة، أو من يكون قاصراً عن الفهم، أو من يتكلم في هذه الموضوعات والمباحث قاصداً هدم الدين ونشر الضلالات، فانظر هذا الكلام في "شرح السعد" بعبارته المتينة.
- وقال العلامة بدر الدين الزركشي في كتابه (تشنيف المسامع): «إن الأئمة انتدبوا للرد على أهل البدع والضلال، وقد صنَّف الشافعي كتاب (القياس) رد فيه على من قال بقِدَم العالم من الملحدين، وكتاب (الرد على البراهمة) وغير ذلك، وأبو حنيفة كتاب (الفقه الأكبر) وكتاب (العالم والمتعلّم) رد فيه على المخالفين، وكذلك مالك سئل عن مسائل هذا العلم فأجاب عنها بالطريق القويم، وكذلك الإمام أحمد».[162]
- وقال العلامة الكوثري في تعليقه على (بيان زغل العلم) ما نصه: "والحق أن عقيدة السنة في الإسلام واحدة سلفاً وخلفاً لا تتغير ولا تتبدل بل الذي يتجدد هو طريق الدفاع عنها بالنظر لخصومها المتجددة، وذم علم الكلام ممن كان في موضع الإمامة من السلف محمول حتماً على كلام أهل البدع وخوض العامي فيه، قال الأستاذ أبو القاسم القشيري وأجاد: لا يجحد علم الكلام إلا أحد رجلين جاهل رَكَنَ إلى التقليد وشقَّ عليه سلوك طرق أهل التحصيل وخلا عن طرق أهل النظر والناس أعداء ما جهلوا فلما انتهى عن التحقق بهذا العلم نهى الناس ليضل كما ضل، أو رجل يعتقد مذاهب فاسدة فينطوي على بدع خفية يلبس على الناس عوار مذهبه ويعمى عليهم فضائح عقيدته ويعلم أن أهل التحصيل من أهل النظر هم الذين يهتكون الستر عن بدعه ويظهرون للناس قبح مقالاته، والقلاب لا يحب من يميز النقود والخلل فيما في يده من النقود الفاسدة كالصراف ذي التمييز والبصيرة وقد قال تعالى: ﴿هل يستوي الذين يعلمون والذين لا يعلمون﴾ [الزمر: 9]".[165]
- وقال الأستاذ الدكتور سعيد فودة في كتابه (بحوث في علم الكلام): «...ومن المرفوض أن يقال إن العلم الذي يوصل إلى هذه الغايات النبيلة هو علم مرذول، بل من قال بهذا لا يعي ما يقول، لأن العلم الذي يوصل إلى ما ذكرنا يجب أن يكون في أعلى مراتب العلوم، وهو كذلك في حقيقته عند كبار العلماء من أهل الحق. فلا تغتر بمن ينفرك عن هذا العلم بتخييله إليك أنه من البدع؛ فهل الوصول إلى الخير من البدع، وهل من البدع التسلٌح بأسلحة نقاوم بها الكفر في النفس، وندرأ بها الكفر عن الغير، ونرد بها الكفر عن أن يدمر الخير والحق والدين العظيم!!! وكل من لديه أدنى معرفة بهذا العلم، يدرك فعلا كم هي فائدته حقا في طمأنينة النفس، وانكشاف الحقيقة لديها، وفي إفحام الخصوم المشككين من أهل البدع والكفر. وبدراسة هذا العلم، يتبيٌن الإنسان فعلاً أن الإسلام هو الدين الحق عن دليل وبيٌنة، لا عن تقليد وتعصب أعمى».[166]

وعليه فإن ما ورد عن السلف من نصوص تنهى عن الاشتغال بعلم الكلام محمولة على من استخدم هذا العلم على طريقة أهل الأهواء والبدع الذين غَلَّبوا جانب العقل، وتركوا الكتاب والسنة، وليس النهي الوارد على الإطلاق، كما أنه قد يتحتم -على سبيل الكفاية- للرد على غلو الملاحدة ونحوهم. وبهذا يعلم المذموم من علم الكلام والواجب منه. وما قيل عن رجوع علماء علم الكلام في آخر حياتهم عن علم الكلام، معناه الرجوع عن التأويل إلى التفويض، كما ذكر الإمام تاج الدين السبكي في طبقاته.
| علم الكلام | ...ثم أقول: للأشاعرة قولان مشهوران في إثبات الصفات، هل تمر على ظاهرها مع اعتقاد التنزيه، أو تئول؟ والقول بالإمرار مع اعتقاد التنزيه هو المعزو إلى السلف، وهو اختيار الإمام في الرسالة النظامية (يقصد إمام الحرمين أبو المعالي الجويني)، وفي مواضع من كلامه، فرجوعه معناه الرجوع عن التأويل إلى التفويض، ولا إنكار في هذا، ولا في مقابله، فإنها مسألة اجتهادية، أعني مسألة التأويل أو التفويض مع اعتقاد التنزيه. إنما المصيبة الكبرى والداهية الدهياء الإمرار على الظاهر، والاعتقاد أنه المراد، وأنه لا يستحيل على الباري، فذلك قول المجسمة عباد الوثن، الذين في قلوبهم زيغ يحملهم الزيغ على اتباع المتشابه، ابتغاء الفتنة، عليهم لعائن الله تترى واحدة بعد أخرى، ما أجرأهم على الكذب، وأقل فهمهم للحقائق. | علم الكلام |

## كتب كلامية

كتاب الغنية في الكلام/ تأليف الإمام أبو القاسم الأنصاري تلميذ إمام الحرمين الجويني.

كتاب تأسيس التقديس أو أساس التقديس/ تأليف شيخ المعقول والمنقول الإمام فخر الدين الرازي الذي انتقده ابن تيمية في كتابه بيان تلبيس الجهمية؛ ومعه رسالة في نفي الجهة للإمام شهاب الدين بن جهبل (ت. 733هـ) في الرد على ابن تيمية.

كتاب دفع شبه التشبيه بأكف التنزيه/ تأليف الإمام أبو الفرج بن الجوزي. يعد من أهم الكتب التي ألفت في الرد على المشبهة والمجسمة والحشوية. قام بتحقيق الكتاب والتعليق عليه العلامة الكوثري.

كتاب دفع شبه من شبه وتمرد ونسب ذلك إلى السيد الجليل الإمام أحمد/ تأليف الإمام تقي الدين الحصني الأشعري الشافعي الدمشقي؛ ويليه الفتاوى السهمية في ابن تيمية، أجاب عنها جماعة من العلماء.

### كتب كلامية سنية
- الفقه الأكبر — أبو حنيفة النعمان
- أهل السنة الأشاعرة شهادة علماء الأمة وأدلتهم — حمد السنان، فوزي العنجري
- براءة الأشعريين من عقائد المخالفين — محمد العربي التباني
- التبيان في الرد على من ذم علم الكلام — الشيخ جمال صقر
- رسالة استحسان الخوض في علم الكلام — أبو الحسن الأشعري
- اللمع في الرد على أهل الزيغ والبدع — أبو الحسن الأشعري
- مقالات الإسلاميين واختلاف المصلين — أبو الحسن الأشعري
- التوحيد — أبو منصور الماتريدي
- تبصرة الأدلة في أصول الدين — أبو المعين النسفي
- بحر الكلام في علم التوحيد — أبو المعين النسفي
- التمهيد في أصول الدين أو التمهيد لقواعد التوحيد — أبو المعين النسفي
- البداية من الكفاية في الهداية في أصول الدين — نور الدين الصابوني
- روضة المتكلمين في أصول الدين — جمال الدين الغزنوي
- أصول الدين — أبو اليسر البزدوي
- الصحائف الإلهية — شمس الدين السمرقندي
- شرح العقائد النسفية — سعد الدين التفتازاني
- شرح المقاصد — سعد الدين التفتازاني
- غاية تهذيب الكلام في تحرير المنطق والكلام — سعد الدين التفتازاني
- الغنية في أصول الدين — أبو سعد المتولي النيسابوري
- المسامرة شرح المسايرة في العقائد المنجية في الآخرة — الكمال بن أبي شريف
- مجرد مقالات الشيخ أبي الحسن الأشعري — أبو بكر بن فورك
- الإشارة إلى مذهب أهل الحق — أبو إسحاق الشيرازي
- تبيين كذب المفتري فيما نسب إلى الإمام أبي الحسن الأشعري — ابن عساكر
- الأسماء والصفات — أبو بكر البيهقي
- الاعتقاد والهداية إلى سبيل الرشاد — أبو بكر البيهقي
- أصول الدين — عبد القاهر البغدادي
- الفرق بين الفرق — عبد القاهر البغدادي
- التنبيه والرد على أهل الأهواء والبدع — أبو الحسين الملطي
- التبصير في الدين وتمييز الفرقة الناجية عن الفرق الهالكين — أبو المظفر الإسفراييني
- الملل والنحل — أبو الفتح الشهرستاني
- نهاية الإقدام في علم الكلام — أبو الفتح الشهرستاني
- الإنصاف فيما يجب اعتقاده ولا يجوز الجهل به — أبو بكر الباقلاني
- تمهيد الأوائل وتلخيص الدلائل — أبو بكر الباقلاني
- الشامل في أصول الدين — أبو المعالي الجويني
- الإرشاد إلى قواطع الأدلة في أصول الاعتقاد — أبو المعالي الجويني
- لمع الأدلة في قواعد عقائد أهل السنة والجماعة — أبو المعالي الجويني
- العقيدة النظامية في الأركان الإسلامية — أبو المعالي الجويني
- الغنية في الكلام — أبو قاسم الأنصاري
- الإشارة في علم الكلام — فخر الدين الرازي
- أساس التقديس أو تأسيس التقديس — فخر الدين الرازي
- المطالب العالية من العلم الإلهي — فخر الدين الرازي
- الأربعين في أصول الدين — فخر الدين الرازي
- نهاية العقول في دراية الأصول — فخر الدين الرازي
- محصل أفكار المتقدمين والمتأخرين من العلماء والحكماء والمتكلمين — فخر الدين الرازي
- لباب المحصل في أصول الدين — ابن خلدون
- المواقف في علم الكلام — عضد الدين الإيجي
- طوالع الأنوار من مطالع الأنظار — ناصر الدين البيضاوي
- مصباح الأرواح في أصول الدين — ناصر الدين البيضاوي
- أبكار الأفكار في أصول الدين — سيف الدين الآمدي
- غاية المرام في علم الكلام — سيف الدين الآمدي
- الرسالة القشيرية — أبو القاسم القشيري
- البرهان المؤيد — أحمد الرفاعي
- قواعد العقائد — أبو حامد الغزالي
- الاقتصاد في الاعتقاد — أبو حامد الغزالي
- المنقذ من الضلال — أبو حامد الغزالي
- رسائل في التوحيد — العز بن عبد السلام
- تلبيس إبليس — أبو الفرج بن الجوزي
- دفع شبه التشبيه بأكف التنزيه — أبو الفرج بن الجوزي
- دفع شبه من شبه وتمرد ونسب ذلك إلى السيد الجليل الإمام أحمد — تقي الدين الحصني
- السيف الصقيل في الرد على ابن زفيل — تقي الدين السبكي
- الدرة المضية في الرد على ابن تيمية — تقي الدين السبكي
- الاعتبار ببقاء الجنة والنار — تقي الدين السبكي
- شفاء السقام في زيارة خير الأنام — تقي الدين السبكي
- رسالة في الرد على ابن تيمية في مسألة حوادث لا أول لها — بهاء الدين الإخميمي
- اليواقيت والجواهر في بيان عقائد الأكابر — عبد الوهاب الشعراني
- إشارات المرام من عبارات الإمام أبي حنيفة النعمان في أصول الدين — كمال الدين البياضي
- إتحاف السادة المتقين بشرح إحياء علوم الدين — مرتضى الزبيدي
- العواصم من القواصم — أبو بكر بن العربي
- صفعات البرهان على صفحات العدوان — محمد زاهد الكوثري
- مقالات الكوثري — محمد زاهد الكوثري
- تاريخ المذاهب الإسلامية — محمد أبو زهرة
- موقف العقل والعلم والعالم من رب العالمين وعبادة المرسلين — مصطفى صبري
- موقف السلف من المتشابهات بين المثبتين والمؤولين دراسة نقدية لمنهج ابن تيمية — محمد عبد الفضيل القوصي
- بعض أفكار ابن تيمية في العقيدة — محمد سالم أبو عاصي
- المقالات السنية في كشف ضلالات أحمد بن تيمية — عبد الله الهرري
- ابن تيمية ليس سلفيا — منصور محمد محمد عويس
- السلفية بين الأصيل والدخيل — أحمد كريمة
- السلفية مرحلة زمنية مباركة لا مذهب إسلامي — محمد سعيد رمضان البوطي
- كبرى اليقينيات الكونية — محمد سعيد رمضان البوطي
- الكاشف الصغير عن عقائد ابن تيمية — سعيد فودة
- نقض الرسالة التدمرية — سعيد فودة
- الفرق العظيم بين التنزيه والتجسيم — سعيد فودة
- موقف الإمام الغزالي من علم الكلام — سعيد فودة
- العقيدة الصلاحية — محمد بن هبة الله البرمكي
- العقيدة البرهانية — أبو عمرو عثمان السلالجي
- العقيدة الكبرى — محمد بن يوسف السنوسي
- العقيدة الوسطى — محمد بن يوسف السنوسي
- العقيدة الصغرى (أم البراهين) — محمد بن يوسف السنوسي
- العقيدة النورية في اعتقاد الأئمة الأشعرية — أبو الحسن علي النوري
- النكت المفيدة في شرح الخطبة والعقيدة — محمد بن سلامة الأنصاري
- المختصر الكلامي — ابن عرفة
- إضاءة الدجنة في عقائد أهل السنة — أحمد بن محمد المقري
- كفاية العوام فيما يجب عليهم من علم الكلام — محمد الفضالي الأزهري
- جوهرة التوحيد — إبراهيم اللقاني
- الخريدة البهية — أحمد الدردير
- مقدمات المراشد في علم العقائد — ابن خمير السبتي

### كتب كلاميةشيعية
- تجريد الاعتقاد — نصير الدين الطوسي
- قواعد المرام في علم الكلام — ميثم البحراني
- علم الكلام المعاصر، قراءة تاريخية منهجيّة — حيدر حب الله
- اتجاهات العقلانية في الكلام الإسلامي — حيدر حب الله
- بداية المعرفة منهجية جديدة في علم الكلام — حسن مكي العاملي
- النكت الإعتقادية _ الشيخ المفيد

### كتب كلاميةمعتزلية
- شرح الأصول الخمسة — القاضي عبد الجبار
- المغني في أبواب التوحيد والعدل — القاضي عبد الجبار
- التذكرة في أحكام والجواهر والأعراض _ ابن متويه
- تصفح الأدلة _ أبو الحسين البصري
- الفائق في أصول الدين _ ابن الملاحمي الخوارزمي
- تحفة المتكلمين في الرد على الفلاسفة _ ابن الملاحمي الخوارزمي

### كتب كلاميةزيدية
- الأساس لعقائد الأكياس - القاسم بن محمد
- عدة الأكياس في شرح معاني الأساس - أحمد بن محمد الشرفي
- حقائق المعرفة في علم الكلام - أحمد بن سليمان

### كتب ناقدة لعلم الكلام
- الغنية عن الكلام وأهله — أبو سليمان الخطابي
- بيان تلبيس الجهيمة في تأسيس بدعهم الكلامية — ابن تيمية
- ذم الكلام وأهله — أبو إسماعيل الهروي
- صون المنطق والكلام عن فن المنطق والكلام — جلال الدين السيوطي
- جهد القريحة في تجريد النصيحة — جلال الدين السيوطي
- القول المشرق في تحريم الاشتغال بالمنطق — جلال الدين السيوطي
- فصل الكلام في ذم الكلام — جلال الدين السيوطي